# Richard Nixon
Richard Milhous Nixon (n. 9 ianuarie 1913, Yorba Linda, California, SUA – d. 22 aprilie 1994, New York City, New York, SUA) a fost al treizeci și șaptelea președinte al Statelor Unite, îndeplinind această funcție între 1969 și 1974, când a devenit primul și încă singurul președinte american care a demisionat din funcție. Înainte de președinție, Nixon fusese membru al Camerei Reprezentanților din partea statului California și a Partidului Republican, și apoi senator de California și al treizeci și șaselea vicepreședinte al SUA între 1953 și 1961 în mandatele prezidențiale ale lui Dwight Eisenhower.
Nixon s-a născut în Yorba Linda, California. A absolvit Colegiul Whittier⁠(en)[traduceți] în 1934 și școala de drept de la Universitatea Duke în 1937, revenind în California pentru a practica dreptul. Împreună cu soția sa, Pat Nixon, s-a mutat apoi la Washington pentru a lucra pentru guvernul federal în 1942. Ulterior, a servit în Marina Statelor Unite în al Doilea Război Mondial. Nixon a fost ales în Camera Reprezentanților din partea statului California în 1946 și apoi în Senat în 1950. Implicarea sa în cazul Alger Hiss i-a adus o reputație de anticomunist de frunte, precum și o notorietate națională. A fost ales candidat la vicepreședinție împreună cu candidatul prezidențial republican Dwight D. Eisenhower la alegerile din 1952⁠(en)[traduceți]. Nixon a fost vicepreședinte opt ani, după care a candidat la funcția prezidențială la alegerile din 1960, fiind învins la limită de John F. Kennedy, după care a pierdut și alegerile pentru funcția de guvernator al Californiei în 1962. În 1968, a candidat din nou pentru președinție și a fost ales.
Deși Nixon a escaladat la început implicarea Statelor Unite în Războiul din Vietnam, a sfârșit prin a retrage SUA din conflict până în 1973. Vizita efectuată de Nixon în 1972 în Republica Populară Chineză a deschis comunicațiile între cele două țări și a dus la normalizarea relațiilor diplomatice. El a inițiat o destindere a relațiilor cu Uniunea Sovietică și a semnat în același an Tratatul Împotriva Rachetelor Balistice⁠(en)[traduceți]. Pe plan intern, administrația sa a adoptat în general politici ce transferau puterea de la Washington către state. Printre altele, el a lansat inițiative pentru combaterea cancerului și a drogurilor ilegale, a impus controlul salariilor și prețurilor, a pus în aplicare desegregarea școlilor din Sud, a implementat reforme ale mediului, a introdus legi pentru reformarea sistemului sanitar și de protecție socială. Deși a fost președinte în timpul aselenizărilor ce au început cu Apollo 11, el a înlocuit explorarea spațială umană cu misiuni ale navetelor spațiale. A fost reales cu ușurință în 1972.
Al doilea mandat al lui Nixon a fost marcat de o criză în Orientul Mijlociu, soldată cu un embargo asupra petrolului și cu resetarea procesului de pace în Orientul Mijlociu, dar și de o serie de dezvăluiri legate de Scandalul Watergate. Scandalul a escaladat și l-a costat pe Nixon mare parte din susținerea politică, astfel că la 8 august 1974 a demisionat în condițiile în care era aproape sigur că va fi demis de Congres. După demisie, el a acceptat amnistierea venită din partea succesorului său, Gerald Ford. După retragerea din viața politică, Nixon a scris nouă cărți și a efectuat numeroase călătorii în străinătate, ceea ce a contribuit la reabilitarea imaginii sale publice. A suferit un grav accident cerebral la 18 aprilie 1994, și a murit după patru zile, la 81 de ani.

## Începutul vieții
Nixon s-a născut în familia lui Francis A. Nixon⁠(en)[traduceți] și a lui Hannah (Milhous) Nixon⁠(en)[traduceți], la 9 ianuarie 1913, într-o casă construită de tatăl său, în Yorba Linda, California. Mama sa era quakeră (tatăl său, inițial metodist, s-a convertit și el după căsătorie), și băiatul a crescut marcat de respectarea obiceiurilor și constrângerilor quakerilor din acea vreme, cum ar fi abstinența de la alcool, dans și cuvinte licențioase. Nixon a avut patru frați: Harold (1909–33), Donald⁠(en)[traduceți] (1914–87), Arthur (1918–25) și Edward⁠(en)[traduceți] (născut în 1930). Patru dintre cei cinci băieți au fost botezați după regi care au domnit în Anglia istorică sau legendară; Richard, de exemplu, a fost botezat după Richard Inimă-de-Leu. Tatăl lui Nixon era scoțiano-irlandez⁠(en)[traduceți] în timp ce mama lui era de origine mixtă germană, engleză și irlandeză.

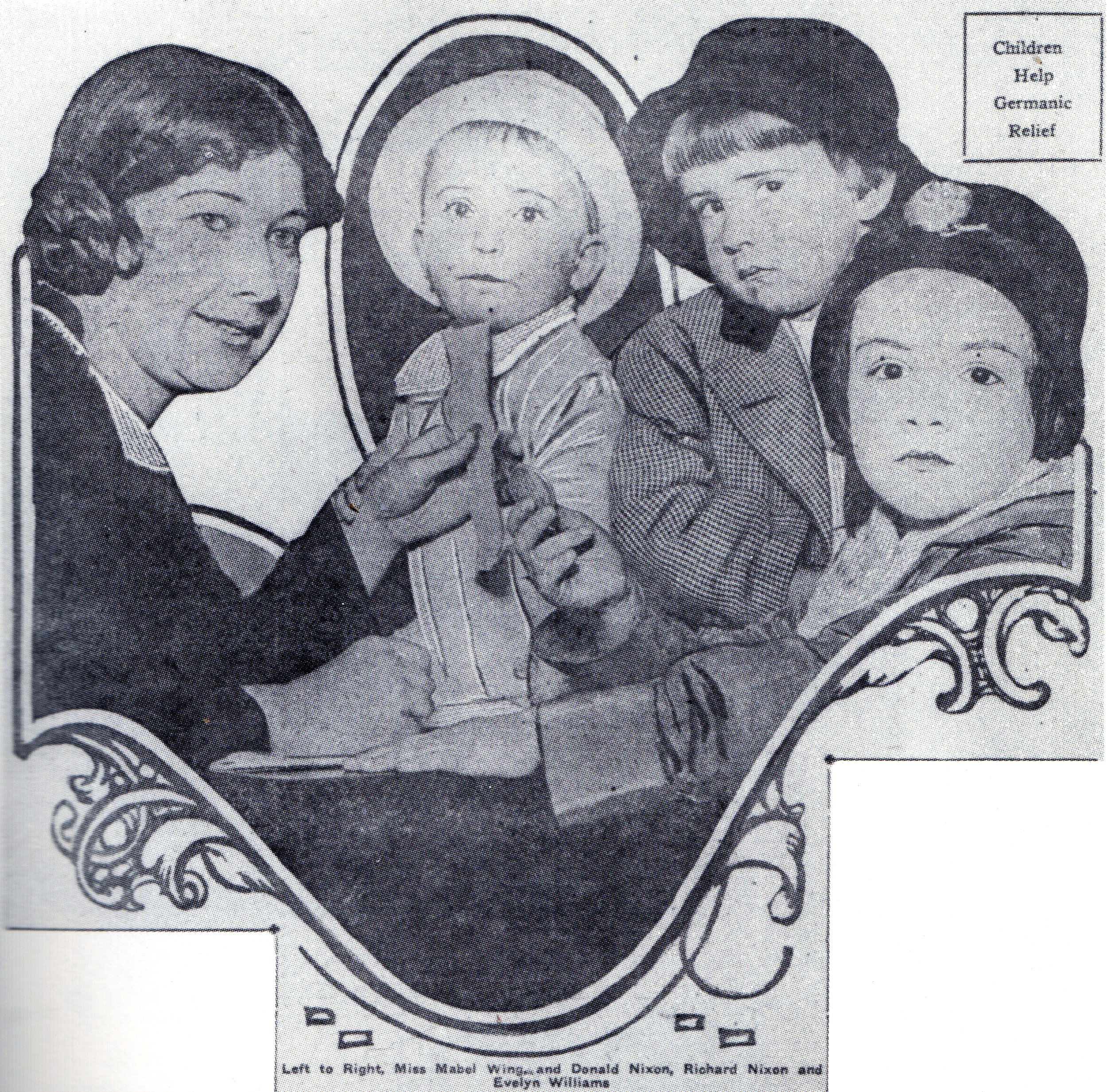
Nixon (al doilea din dreapta) a apărut într-un ziar în 1916, după ce a contribuit cu cinci cenți la un fond pentru orfanii de război. en este la stânga fratelui său.

Copilăria lui Nixon a fost marcată de greutăți, iar el a citat mai târziu vorbele lui Eisenhower pentru a-și descrie propria copilărie: „eram săraci, dar frumusețea era că nu știam asta”. Familia Nixon nu a reușit să-și pună pe picioare o fermă și, după acest eșec, în 1922, s-a mutat la Whittier, California. Într-o zonă cu mulți Quakeri, Frank Nixon a deschis un magazin alimentar și o benzinărie. Fratele mai mic al lui Richard, Arthur, a murit în 1925 după o scurtă suferință. La doisprezece ani, lui Richard i s-a găsit o pată pe plămân și, întrucât în familie exista istoric de tuberculoză, i s-a interzis să practice sportul. În cele din urmă, pata s-a dovedit a fi țesut cicatrizat de la o pneumonie din copilărie.

### Educația primară și secundară
Micul Richard a studiat la East Whittier Elementary School, unde a fost președinte al promoției de clasa a opta. Părinții săi credeau că fratele lui, Harold, a dus o adolescență destrăbălată din cauză că a mers la Liceul Whittier⁠(en)[traduceți] și că tot de aceea s-a îmbolnăvit de tuberculoză (din care cauză a și murit în 1933). În consecință, pe Richard l-au trimis la un liceu mai mare Fullerton Union High School⁠(en)[traduceți]. A primit note excelente, chiar dacă trebuia să meargă o oră cu autobuzul școlar în primul an de liceu—ulterior, a locuit în zilele lucrătoare la o mătușă din Fullerton, pentru a reveni acasă în weekenduri. A jucat fotbal în echipa liceului și rareori lipsea de la antrenamente, deși nu juca foarte des. A avut mai mult succes în clubul de dezbateri, câștigând mai multe campionate și primind singura pregătire în domeniul vorbitului în public de la șefa catedrei de engleză de la liceul din Fullerton, H. Lynn Sheller. Nixon și-a amintit mai târziu cuvintele lui Sheller, „ține minte, vorbitul este conversație ... nu striga la oameni. Vorbește cu ei. Conversează cu ei”. Nixon a afirmat că a încercat să utilizeze un ton conversațional cât mai mult posibil.

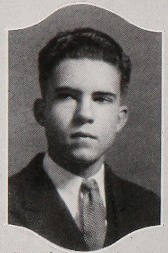
Nixon la liceu, 1930.

Părinții l-au lăsat pe Richard să se transfere la Liceul Whittier pentru al doilea an, începând cu septembrie 1928. La Whittier, Nixon a suferit prima înfrângere electorală, candidând la președinția corpului elevilor. Se trezea în general la 4 a.m., pentru a merge cu camioneta familiei în Los Angeles ca să cumpere legume de la piață. După aceea, le ducea la magazin să le spele și să le expună, abia după aceea mergând la școală. Harold fusese diagnosticat cu tuberculoză în anul anterior; când mama lui l-a dus în Arizona în speranța că-și va ameliora sănătatea, responsabilitățile lui Richard au crescut, și l-au făcut să renunțe la fotbal. Totuși, Richard a absolvit liceul Whittier al treilea într-o promoție de 207 elevi.

### Colegiul și facultatea de drept
Lui Nixon i s-a oferit o bursă pentru a-și putea plăti studiile la Universitatea Harvard, dar boala lui Harold și necesitatea ca mama lor să aibă grijă de acesta însemna că era nevoie de Richard la magazin. El a rămas în orașul său și a studiat la Colegiul Whittier⁠(en)[traduceți], cheltuielile de studii fiind acoperite printr-o moștenire primită de la bunicul dinspre mamă. Nixon a jucat acolo baschet; a dat probe și pentru a se înscrie la fotbal american, dar nu avea dimensiunile necesare. El a rămas în echipă ca rezervă și s-a făcut remarcat prin entuziasm. În loc de frății, colegiul Whittier avea societăți literare. Nixon a fost refuzat de unica astfel de societate pentru băieți, „the Franklins”; mulți membri ai acestei societăți proveneau din familii de vază, iar Nixon era dintr-o familie obișnuită. Ca urmare, a contribuit la înființarea unei noi societăți, „the Orthogonian Society”. Pe lângă această societate, studii și munca la magazin, Nixon și-a găsit timp pentru un mare număr de activități extracurriculare, devenind campion la dezbateri și dobândind o reputație de student harnic. În 1933 s-a logodit cu Ola Florence Welch, fiica șefului poliției din Whittier. Cei doi s-au despărțit însă în 1935.
După ce a absolvit colegiul în 1934, Nixon a primit o bursă la facultatea de drept a Universității Duke. Școala era una nouă și căuta să atragă cei mai buni absolvenți de colegiu oferindu-le burse. Plătea salarii mari profesorilor, dintre care mulți aveau reputație la nivel național sau internațional. Numărul de burse se reducea mult pentru studenții din al doilea și al treilea an, ceea ce îi obliga pe beneficiari să concureze intens între ei. Nixon nu doar că și-a păstrat bursa, ci a fost ales și președinte al Duke Bar Association, introdus în Order of the Coif⁠(en)[traduceți], și a absolvit al treilea în promoția sa în iunie 1937. Ulterior, el scria despre alma mater a lui: „îmi amintesc mereu că pentru orice aș fi făcut în trecut sau aș putea face în viitor, Universitatea Duke este responsabilă într-un fel sau altul”.

## Începutul carierei, căsătoria și războiul
După absolvirea Universității Duke, Nixon spera la început să poată lucra la FBI, dar nu a primit niciun răspuns la cererea lui de angajare, aflând abia după mulți ani că inițial ea fusese admisă, dar interviul fusese anulat în ultimul moment din cauza reducerilor de buget. El s-a întors însă în California și a fost admis în baroul statului în 1937. A început să practice avocatura în cadrul firmei Wingert and Bewley din Whittier, lucrând la litigii comerciale pentru companii locale de petrol și pe alte probleme de drept comercial, dar și cu testamente. În anii următori, Nixon declara cu mândrie că este singurul președinte modern care a lucrat anterior ca avocat practicant. Nixon se ferea să lucreze la divorțuri, întrucât nu-i plăcea să asiste la momente în care femeile discutau deschis despre sex. În 1938, și-a deschis propria filială a firmei Wingert and Bewley în La Habra⁠(en)[traduceți], California, și a devenit partener cu drepturi depline în anul următor.
În ianuarie 1938, Nixon a jucat în producția Whittier Community Players a piesei The Dark Tower⁠(en)[traduceți], împreună cu o profesoară de liceu pe nume Thelma „Pat” Ryan. Nixon a descris-o în memoriile sale ca „un caz de dragoste la prima vedere”—doar pentru Nixon însă, întrucât Pat Ryan l-a refuzat pe tânărul avocat de mai multe ori înainte de a accepta să se întâlnească cu el. Odată începută curtea, Ryan ezita să se mărite cu Nixon; cei doi s-au întâlnit timp de doi ani înainte ca ea să-i accepte cererea în căsătorie. Au avut o nuntă mică, la 21 iunie 1940. După o lună de miere petrecută în Mexic, cei doi au revenit la Whittier. Au avut doi copii, Tricia⁠(en)[traduceți] (născută în 1946) și Julie⁠(en)[traduceți] (născută în 1948).
În ianuarie 1942, cei doi s-au mutat la Washington, D.C., unde Nixon s-a angajat la Oficiul pentru Administrarea Prețurilor⁠(en)[traduceți]. În campaniile sale politice, Nixon avea să sugereze că acesta a fost răspunsul său la atacul de la Pearl Harbor, dar el de fapt încercase să obțină postul în toată a doua jumătate a lui 1941. Atât Nixon cât și soția sa credeau că rămânând în Whittier își limitează perspectivele. A fost repartizat la divizia de raționalizare a anvelopelor, unde trebuia să răspundă la scrisori. Nu i-a plăcut acest rol și, după patru luni, a cerut să se înroleze în marină. Fiind Quaker din naștere, putea să ceară scutirea de recrutare, iar pentru cei în slujba guvernului se acordau oricum astfel de scutiri. A fost acceptat, și s-a înrolat în marină în august 1942.
Nixon a terminat școala de candidați pentru posturi de ofițer și a fost inclus cu grad de aspirant⁠(en)[traduceți] în octombrie 1942. Primul său post a fost acela de ordonanță pentru comandantul bazei aeriene a marinei de la Ottumwa din Iowa. Căutând o activitate mai animată, el a cerut să fie trimis pe mare și a fost transferat ca ofițer pentru controlul pasagerilor navali la South Pacific Combat Air Transport Command⁠(en)[traduceți], care susținea logistica operațiunilor din Pacificul de Sud-Vest⁠(en)[traduceți]. A fost ofițer responsabil cu comandamentul transportului aerian al combatanților la Guadalcanal în Insulele Solomon și apoi la Green Island (Nissan island) de la nord de Bougainville. Unitatea sa pregătea planuri de zbor pentru operațiuni C-47 și superviza încărcarea și descărcarea avioanelor de marfă. Pentru acest serviciu, el a primit Letter of Commendation⁠(en)[traduceți] pentru „îndeplinire merituoasă și eficientă a datoriei ca ofițer responsabil pentru comandamentul transportului aerian al combatanților în Pacificul de Sud”. La 1 octombrie 1943, Nixon a fost avansat în gradul de locotenent. Nixon a mai primit două stele de serviciu și o citare de laudă, deși nu a participat la nicio luptă. După revenirea în SUA, Nixon a fost numit ofițer administrativ la Baza Aeriană Navală Alameda⁠(en)[traduceți] din California. În ianuarie 1945, a fost transferat la Biroul de Aeronautică⁠(en)[traduceți] din Philadelphia pentru a ajuta la negocierea încetării contractelor de război, primind încă o letter of commendation pentru munca depusă. Apoi, Nixon a fost transferat la alte birouri pentru a lucra la contracte, și în cele din urmă la Baltimore. În octombrie 1945, a fost avansat în gradul de locotenent-comandor. Și-a încheiat serviciul militar la 1 ianuarie 1946.

## Ascensiunea pe scena politică

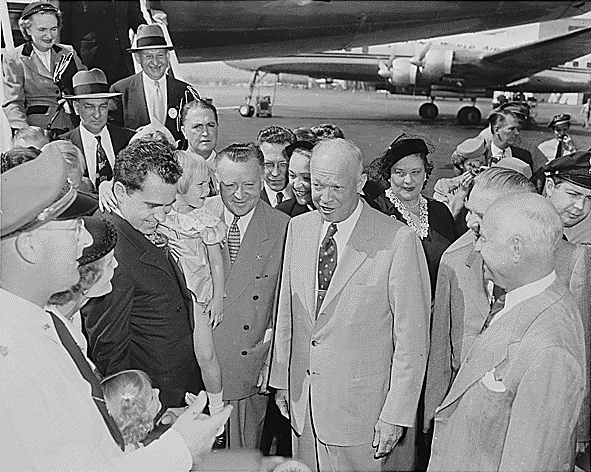
Richard și Pat Nixon îl prezintă pe generalul Dwight D. Eisenhower—co-candidatul lui Richard Nixon—fiicelor lui, en (în picioare) și en (în brațele tatălui ei), la Aeroportul Național Washington, 10 septembrie 1952.

### Cariera în Congres
În 1945, Republicanii din colegiul 12 din California, nemulțumiți că nu reușesc să-l învingă pe congressmanul democrat Jerry Voorhis⁠(en)[traduceți], au căutat un candidat de consens, care să ducă o campanie puternică împotriva acestuia. Ei au format „Comitetul celor 100” pentru a găsi un candidat, în speranța de a evita disensiuni interne care să ducă la noi victorii ale lui Voorhis. După ce comitetul nu a reușit să atragă candidați mai cunoscuți, Herman Perry, managerul filialei din Whittier a Bank of America, l-a propus pe Nixon, prieten de familie cu care fusese coleg în Consiliul de Administrație al Colegiului Whittier înainte de război. Perry i-a scris lui Nixon în Baltimore. După o noapte de discuții aprinse între soții Nixon, ofițerul de marină a răspuns cu entuziasm propunerii lui Perry. Nixon s-a dus în California și a fost ales de comitet. Când a plecat din Marină la începutul lui 1946, Nixon și soția lui s-au întors la Whittier, unde Nixon a început un an de campanie intensă. El a susținut că Voorhis a fost un congressman ineficient și a sugerat că faptul că Voorhis este susținut de o grupare cu legături cu comuniștii înseamnă că Voorhis însuși are vederi radicale. Nixon a câștigat alegerile, primind 65.586 de voturi față de cele 49.994 ale lui Voorhis.

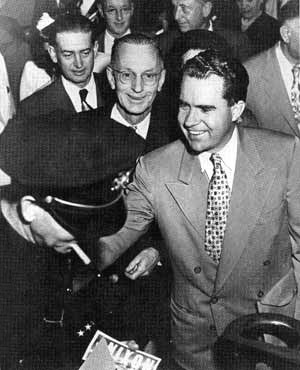
Nixon în campanie pentru Senat în 1950

În Congres, Nixon a susținut Legea Taft–Hartley⁠(en)[traduceți] din 1947, o lege federală pentru monitorizarea activităților și puterii sindicatelor, și a făcut parte din Comisia pentru Educație și Muncă a Camerei Reprezentanților. El a făcut parte și din Comisia Herter, care s-a deplasat în Europa pentru a raporta necesitatea de ajutor american. Nixon era cel mai tânăr membru al comisiei și singurul din Vestul Statelor Unite. Argumentele membrilor Comisiei Herter, inclusiv ale lui Nixon, au dus la adoptarea de către legislativ a Planului Marshall.
Nixon a câștigat atenție la nivel național pentru prima oară în 1948 când ancheta sa, ca membru al Comisiei pentru Activități Ne-Americane a Camerei⁠(en)[traduceți], a rezolvat cazul de spionaj Alger Hiss. Deși mulți se îndoiau de acuzațiile lui Whittaker Chambers că Hiss, fost oficial în Departamentul de Stat, ar fi fost spion sovietic, Nixon credea că sunt adevărate și a insistat pentru continuarea anchetei. Într-un proces de calomnie intentat de Hiss, Chambers a produs documente ce îi susțineau afirmațiile. Între acestea, se numărau hârtii și microfilme⁠(en)[traduceți] pe care Chambers le-a predat anchetatorilor Camerei după ce le ascunsese peste noapte pe un câmp; ele au fost poreclite „Pumpkin papers” (documentele din dovleci). Hiss a fost condamnat pentru sperjur în 1950 pentru că a negat sub jurământ că i-ar fi dat vreun document lui Chambers. În 1948, Nixon a candidat la alegerile primare pentru Camera Reprezentanților la ambele partide⁠(en)[traduceți], câștigând primarele pentru ambele partide, și fiind reales fără probleme.

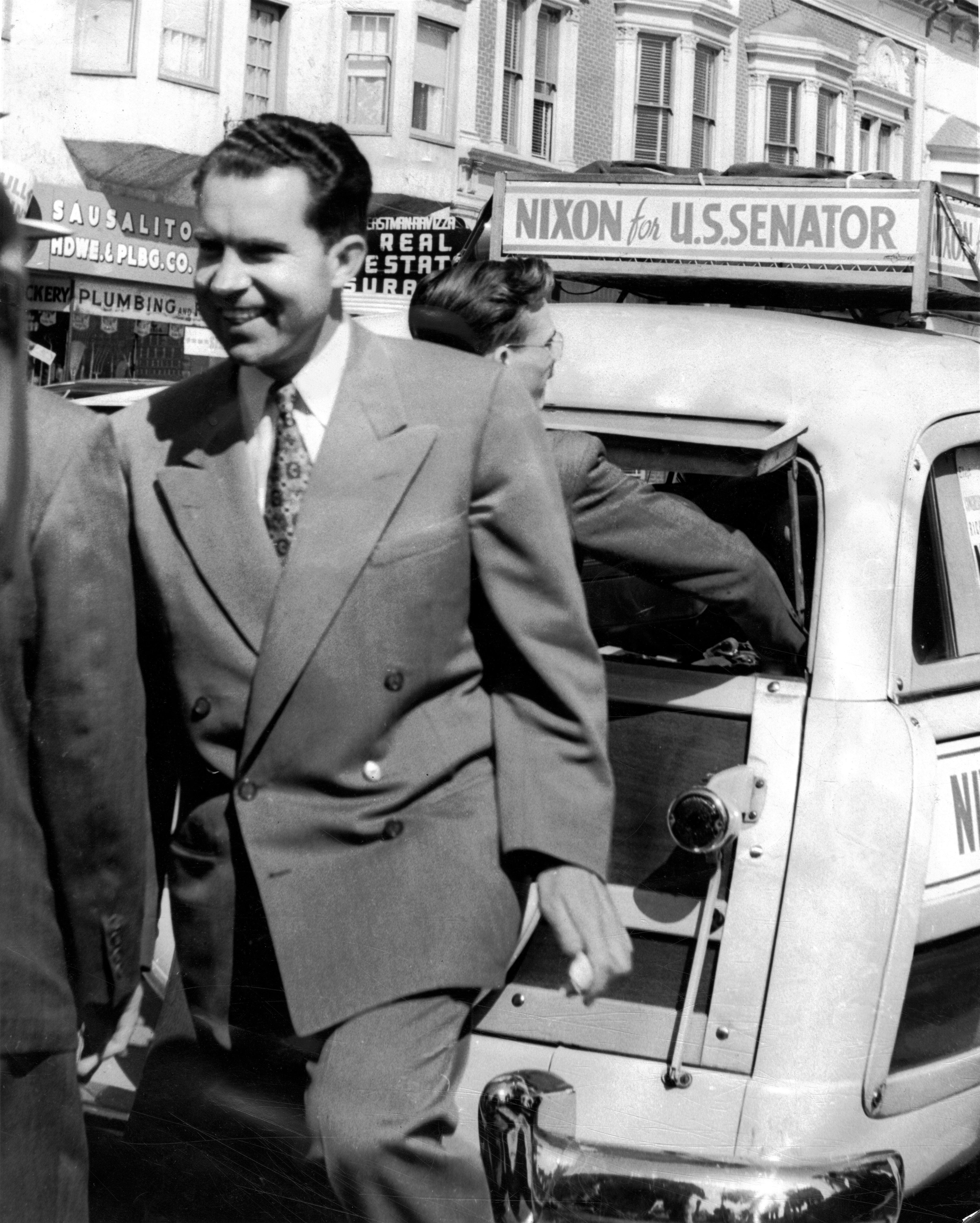
Nixon în „turul cu mașina” la Sausalito, California, 1950

În 1949, Nixon a început să ia în calcul candidatura pentru Senatul Statelor Unite împotriva senatorului democrat în funcție, Sheridan Downey⁠(en)[traduceți], și a intrat în cursă în luna noiembrie a acelui an. Downey s-a confruntat cu o luptă dură în alegerile primare împotriva reprezentantei Helen Gahagan Douglas, și și-a anunțat retragerea din cursă în martie 1950. Nixon și Douglas au câștigat alegerile primare ale partidelor lor și s-au angajat într-o campanie dură în cadrul căreia Războiul din Coreea a fost o temă majoră. Nixon a încercat să concentreze atenția electoratului pe voturile de orientare liberală ale lui Douglas. Ca parte a acestui efort, membrii campaniei au răspândit niște manifeste denumite „Pink Sheets” prin care afirma că Douglas votase similar cu congressmanul de New York Vito Marcantonio⁠(en)[traduceți] (despre care unii credeau că ar fi comunist), și că, prin urmare, opiniile lor politice sunt aproape identice. Nixon a câștigat alegerile la aproape douăzeci de puncte procentuale distanță.
În Senat, Nixon a luat o poziție de frunte contra comunismului global, călătorind și vorbind împotriva acestei amenințări. El a avut relații amicale cu alt anticomunist notoriu, prietenul său, senatorul de Wisconsin, Joseph McCarthy, dar a avut grijă să păstreze o oarecare distanță între el și acuzațiile adesea nefondate și panicarde ale lui McCarthy. Nixon l-a criticat și pe președintele Harry S. Truman pentru cum a tratat Războiul din Coreea. A susținut acordarea statutului de stat pentru Alaska și Hawaii, a votat în favoarea drepturilor civile pentru minorități, și a susținut ajutoare federale împotriva dezastrelor naturale din India și Iugoslavia. A votat împotriva controlului prețurilor și altor restricții monetare, împotriva plății de ajutoare sociale pentru imigranții ilegali.

### Vicepreședinția

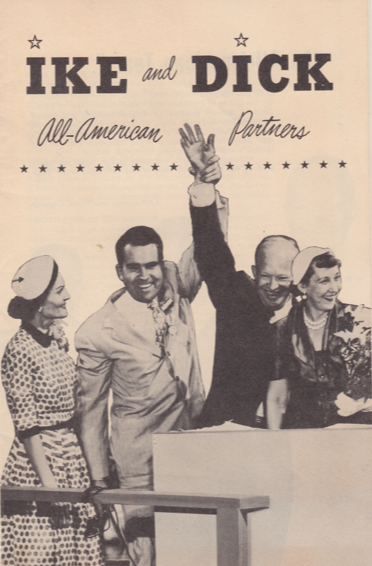
Reclamă electorală din campania Eisenhower–Nixon, 1952

Generalul Dwight D. Eisenhower a fost nominalizat drept candidat la președinție de către Partidul Republican în 1952. El nu avea nicio preferință anume pentru vreun candidat viceprezidențial, și astfel înalții demnitari și oficiali de partid republicani s-au întâlnit în spatele ușilor închise și i l-au recomandat generalului pe Nixon, iar Eisenhower a acceptat. Tinerețea lui Nixon (avea 39 de ani pe atunci), atitudinea împotriva comunismului, dar și baza politică din California—unul dintre cele mai mari state—erau toate considerate de către conducători surse de voturi. Printre alți candidați luați în calcul s-au mai numărat și senatorul de Ohio Robert Taft⁠(en)[traduceți], guvernatorul statului New Jersey Alfred Driscoll⁠(en)[traduceți] și senatorul de Illinois Everett Dirksen⁠(en)[traduceți]. În cadrul campaniei, Eisenhower a vorbit în special despre planurile pe care le avea el pentru țară, lăsând campania negativă în seama colegului său.
Pe la jumătatea lui septembrie, candidații republicani s-au confruntat cu o criză majoră. În mass-media s-a relatat că Nixon deține niște fonduri politice, întreținute de susținătorii săi, din care îi sunt rambursate cheltuielile politice. Asemenea fonduri nu erau ilegale, dar îl expuneau pe Nixon la acuzații de posibil conflict de interese. Cum începuseră să apară presiuni asupra lui Eisenhower să ceară demisia lui Nixon și renunțarea la candidatură, senatorul a ieșit la televiziune pentru a ține un discurs la 23 septembrie 1952. Această cuvântare, denumită ulterior Checkers speech⁠(en)[traduceți], a fost auzită de circa 60 de milioane de americani—inclusiv de cea mai mare audiență obținută până atunci de o televiziune. Nixon s-a apărat cu un mesaj emoționant, arătând că fondul nu este secret, și nici nu furnizează donatorilor favoruri speciale. El s-a prezentat ca persoană cu venituri modeste (soția nu are nicio haină de blană; în schimb, poartă „o respectabilă haină republicană de pânză”) și ca patriot. Discursul avea să rămână în istorie pentru că Nixon a amintit de un cadou pe care îl primise, dar pe care nu voia să-l dea înapoi: „un mic câine cocker spaniel ... trimis tocmai din Texas. Și fetița noastră—Tricia, de 6 ani—i-a dat numele de Checkers.” Discursul a fost o capodoperă și a generat un val de susținere publică pentru Nixon. Eisenhower s-a hotărât să-l păstreze drept coleg de candidatură, decizie ce s-a dovedit victorioasă pentru alegerile din noiembrie⁠(en)[traduceți].
Eisenhower se angajase să-i dea lui Nixon responsabilități în timpul mandatului de vicepreședinte, responsabilități ce i-ar fi permis să fie eficient de la început ca succesor. Nixon participa la ședințele Cabinetului și ale Consiliului de Securitate Națională, și le prezida în absența lui Eisenhower. Un turneu efectuat în 1953 în Orientul Îndepărtat a reușit să genereze mai multă simpatie față de Statele Unite și l-a determinat pe Nixon să aprecieze potențialul regiunii ca centru industrial. A vizitat Saigonul și Hanoiul din Indochina Franceză. La întoarcerea în Statele Unite la sfârșitul lui 1953, Nixon a mărit timpul pe care îl dedica relațiilor externe.
Biograful Irwin Gellman, care a scris o cronică a anilor petrecuți de Nixon în Congres, scria despre vicepreședinția lui:
„Eisenhower a modificat radical rolul colegului său, prezentându-i roluri critice în afacerile externe și interne după ce au preluat funcția. Vicepreședintele s-a bucurat de inițiativele președintelui și a lucrat cu energie pentru îndeplinirea obiectivelor Casei Albe. Datorită colaborării între cei doi lideri, Nixon merită titlul de «primul vicepreședinte modern»”.”
În ciuda campaniilor intense duse de Nixon, care și-a reluat atacurile puternice îndreptate împotriva democraților, republicanii au pierdut controlul asupra ambelor camere ale Congresului la alegerile din 1954. Aceste pierderi l-au făcut pe Nixon să se gândească să renunțe la politică după terminarea mandatului. La 24 septembrie 1955, președintele Eisenhower a suferit un infarct; starea lui a fost la început considerată a-i pune în pericol viața. Eisenhower nu a putut să-și îndeplinească îndatoririle timp de șase săptămâni. Amendamentul al 25-lea la Constituția Statelor Unite⁠(en)[traduceți] încă nu fusese propus, iar vicepreședintele nu avea nicio putere formală de acțiune. Cu toate acestea, Nixon a acționat în numele lui Eisenhower în această perioadă, prezidând ședințele Cabinetului și asigurându-se că consilierii și ofițerii Cabinetului nu caută să dobândească mai multă putere. Conform biografului Stephen Ambrose⁠(en)[traduceți], Nixon „câștigase stima pe care a primit-o prin conduita sa în timpul crizei ... nu a făcut nicio încercare de a prelua puterea”.
Cu moralul mai bun, Nixon a încercat să obțină un al doilea mandat, dar unii dintre consilierii lui Eisenhower își propuseseră să-l dea la o parte. Într-o ședință din decembrie 1955, Eisenhower a propus ca Nixon să nu candideze pentru realegere pentru a i se da experiența administrativă în vederea candidaturii în 1960 ca președinte, și să devină membru al Cabinetului într-o a doua administrație Eisenhower. Nixon credea însă că o astfel de acțiune avea să-i distrugă cariera politică. Când Eisenhower și-a anunțat candidatura pentru realegere, în februarie 1956, s-a ferit de chestiunea candidatului viceprezidențial, afirmând că este improprie tratarea ei înaintea obținerii renominalizării. Deși lui Eisenhower nu i se opunea niciun republican, Nixon a primit un număr substanțial de voturi în favoarea unor alți candidați în alegerile primare din 1956 din New Hampshire. La sfârșitul lui aprilie, președintele a anunțat că Nixon îi va fi din nou partener de candidatură. Eisenhower și Nixon au fost realeși lejer la alegerile din noiembrie 1956⁠(en)[traduceți].

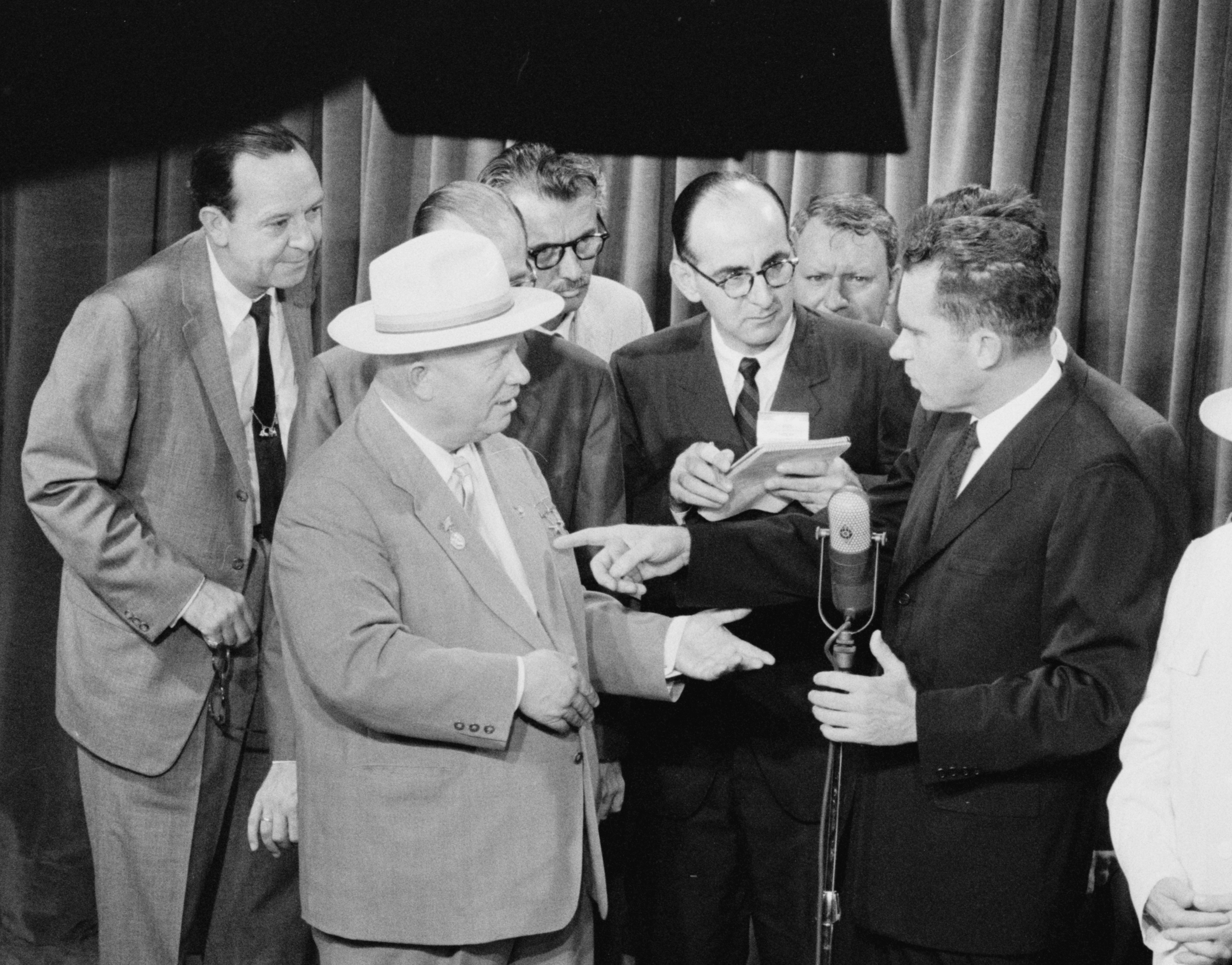
Vicepreședintele Nixon și premierul sovietic Nikita Hrușciov polemizează în fața presei în parte din ceea ce avea să fie cunoscut drept en, 24 iulie 1959.

În primăvara lui 1957, Nixon a efectuat o nouă călătorie majoră în străinătate, de această dată în Africa. La întoarcere, a contribuit la promovarea Legii Drepturilor Civile din 1957. Legea, care inițial se dorea o reformă mai radicală, a fost slăbită în Senat, iar activiștii pentru drepturi civile au fost împărțiți între a încuraja și a descuraja promulgarea ei de către Eisenhower. Nixon l-a sfătuit pe președinte să promulge legea, ceea ce s-a și întâmplat. Eisenhower a mai suferit un mic atac cerebral în noiembrie 1957, iar Nixon a ținut o conferință de presă, asigurând națiunea că în timpul convalescenței lui Eisenhower Cabinetul continuă să funcționeze ca o echipă.
La 27 aprilie 1958, Richard și Pat Nixon au plecat într-un turneu în America de Sud. La Montevideo, Uruguay, Nixon a efectuat o vizită neprogramată într-un campus universitar, unde a răspuns la întrebările studenților pe tema politicii externe a SUA. Călătoria a fost una fără mari evenimente până când grupul lui Nixon a ajuns la Lima, Peru, unde s-a confruntat cu demonstrații studențești. Nixon a mers în campus, a ieșit din mașină să discute cu studenții, și a rămas până a când a fost obligat să intre înapoi în mașină de o salvă de obiecte aruncate. La hotel, Nixon a găsit o altă mulțime, și a fost scuipat de un demonstrant. La Caracas, Venezuela, Nixon și soția sa au fost scuipați de demonstranți antiamericani, iar limuzina a fost atacată de un grup de oameni înarmați cu răngi. Conform lui Ambrose, conduita demnă și curajoasă a lui Nixon „i-a făcut chiar și pe unii dintre cei mai înverșunați adversari ai săi să-i poarte un oarecare respect”.
În iulie 1959, președintele Eisenhower l-a trimis pe Nixon în Uniunea Sovietică la deschiderea Expoziției Naționale Americane⁠(en)[traduceți] la Moscova. La 24 iulie, în timp ce făcea un tur al expoziției împreună cu premierul sovietic Nikita Hrușciov, cei doi s-au oprit la o bucătărie-model americană și s-au angajat într-o dezbatere ad-hoc despre meritele capitalismului în raport cu comunismul, discuție ce avea să devină celebră sub denumirea de „Dezbaterea din Bucătărie⁠(en)[traduceți]".

### Alegerile din 1960 și 1962; anii „din sălbăticie”
În 1960, Nixon a lansat prima sa campanie pentru alegerile prezidențiale. S-a confruntat cu foarte puțină opoziție în cadrul alegerilor primare republicane și l-a ales pe fostul senator de Massachusetts Henry Cabot Lodge, Jr.⁠(en)[traduceți] drept partener. Adversarul său democrat a fost John F. Kennedy, iar cursa a rămas strânsă pe toată durata ei. Nixon a insistat pe experiența sa, dar Kennedy a cerut înnoire și a susținut că administrația Eisenhower–Nixon permisese Uniunii Sovietice să depășească SUA în domeniul rachetelor balistice („missile gap⁠(en)[traduceți]”). Între timp, fusese introdus un nou mediu de informare în politică: dezbaterile prezidențiale televizate. În prima astfel de dezbatere, Nixon pare palid și nebărbierit, spre deosebire de fotogenicul Kennedy. Performanța lui Nixon în cadrul dezbaterii a fost percepută drept mediocră în mediul vizual, deși mulți dintre cei care au ascultat-o la radio credeau că Nixon a ieșit învingător. Nixon a pierdut alegerile la limită, Kennedy câștigând doar 120.000 de voturi în plus față de el (0,2 procente) în votul popular.

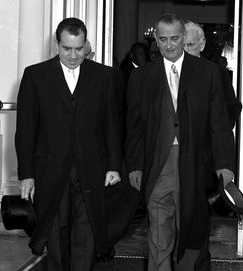
Vicepreședintele Nixon și vicepreședintele ales Lyndon Johnson ies din Casa Albă în dimineața de 20 ianuarie 1961, pentru ceremonia de inaugurare Kennedy–Johnson

Au apărut acuzații de fraudă electorală în Texas și în Illinois, ambele state câștigate de Kennedy; Nixon a refuzat să conteste alegerile, temându-se că o controversă îndelungată ar produce prejudicii de imagine Statelor Unite în ochii lumii, și că incertitudinea ar dăuna intereselor americane. La sfârșitul mandatului său de vicepreședinte, în ianuarie 1961, Nixon și familia sa s-au întors în California, unde el e practicat avocatura și a scris o carte intitulată Six Crises⁠(en)[traduceți], în care relata cazul Hiss, infarctul lui Eisenhower și Criza Fondului care fusese rezolvată de discursul Checkers.
Liderii republicani locali și naționali l-au încurajat pe Nixon să candideze împotriva lui Pat Brown pentru funcția de guvernator al statului California la alegerile din 1962. În ciuda unor rețineri inițiale, Nixon a intrat în cursă. Campania i-a fost umbrită de suspiciunile că Nixon consideră funcția ca piedestal pentru o altă candidatură prezidențială, de opoziția extremei drepte din partid și de lipsa sa de interes pentru ocuparea funcției de guvernator al Californiei. Nixon spera ca o victorie să-i confirme statutul de principal activist republican din țară și că va asigura rămânerea sa în prim planul politicii naționale. El a fost însă învins de Brown cu peste cinci puncte procentuale, iar înfrângerea a fost considerată pe scară largă a fi sfârșitul carierei sale politice. Într-un discurs de acceptare a înfrângerii din dimineața de după alegeri, Nixon a dat vina pe mass-media pentru favorizarea adversarului său, spunând: „nu-l veți mai avea pe Nixon să vă mai bată la cap pentru că, domnilor, aceasta este ultima mea conferință de presă”. Înfrângerea din California a fost scoasă în evidență în episodul din 11 noiembrie 1962, al emisiunii Howard K. Smith: News and Comment⁠(en)[traduceți] de la ABC, intitulat „The Political Obituary of Richard M. Nixon”. Alger Hiss a apărut în emisiune, și numeroși reprezentanți ai publicului s-au plâns că nu este corect să i se acorde unui infractor condamnat timp de antenă ca să atace un fost vicepreședinte. Revolta a dus la anularea programului lui Smith, și simpatia publică pentru Nixon a crescut.

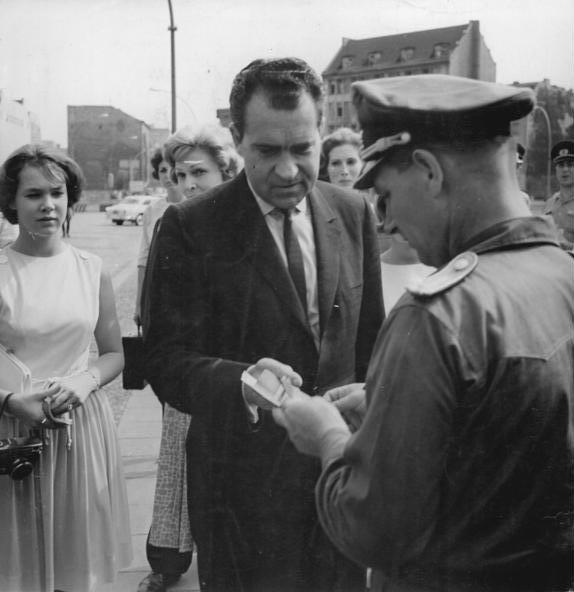
Nixon arată documentele sale unui ofițer est-german pentru a trece între sectoarele orașului divizat Berlin, 1963

Familia Nixon a călătorit în Europa în 1963, unde Nixon a ținut conferințe de presă și s-a întâlnit cu liderii țărilor pe care le-a vizitat. Familia s-a mutat la New York City, unde Nixon a devenit partener senior în reputatat firmă de avocatură Nixon, Mudge, Rose, Guthrie & Alexander⁠(en)[traduceți]. Când și-a anunțat campania din California, Nixon se angajase să nu mai candideze la președinție în 1964; chiar dacă nu ar fi făcut acel angajament, el considera că este dificil să-l învingă pe Kennedy sau, după asasinarea sa, pe succesorul lui Kennedy, Lyndon Johnson. În 1964, el l-a susținut pe senatorul de Arizona Barry Goldwater pentru nominalizarea republicană la candidatura prezidențială; când Goldwater a reușit să obțină nominalizarea, Nixon a fost ales pentru a-l prezenta pe candidat la convenție. Deși considera că Goldwater nu are multe șanse de succes, Nixon i-a făcut campanie cu loialitate. Alegerile⁠(en)[traduceți] au fost un dezastru pentru republicani; înfrângerea detașată a lui Goldwater în fața lui Johnson a fost însoțită de pierderi înregistrate de partid în Congres și între funcțiile de guvernator ale statelor.
Nixon a fost unul dintre puținii republicani de seamă care nu au fost învinovățiți pentru rezultatele dezastruoase, și a încercat să profite de această imagine la alegerile pentru Congres din 1966. A făcut campanie pentru mulți republicani care încercau să redobândească locurile pierdute la victoria lui Johnson și a fost lăudat pentru ajutorul dat republicanilor să recupereze locuri în alegerile parțiale.

## Alegerile prezidențiale din 1968

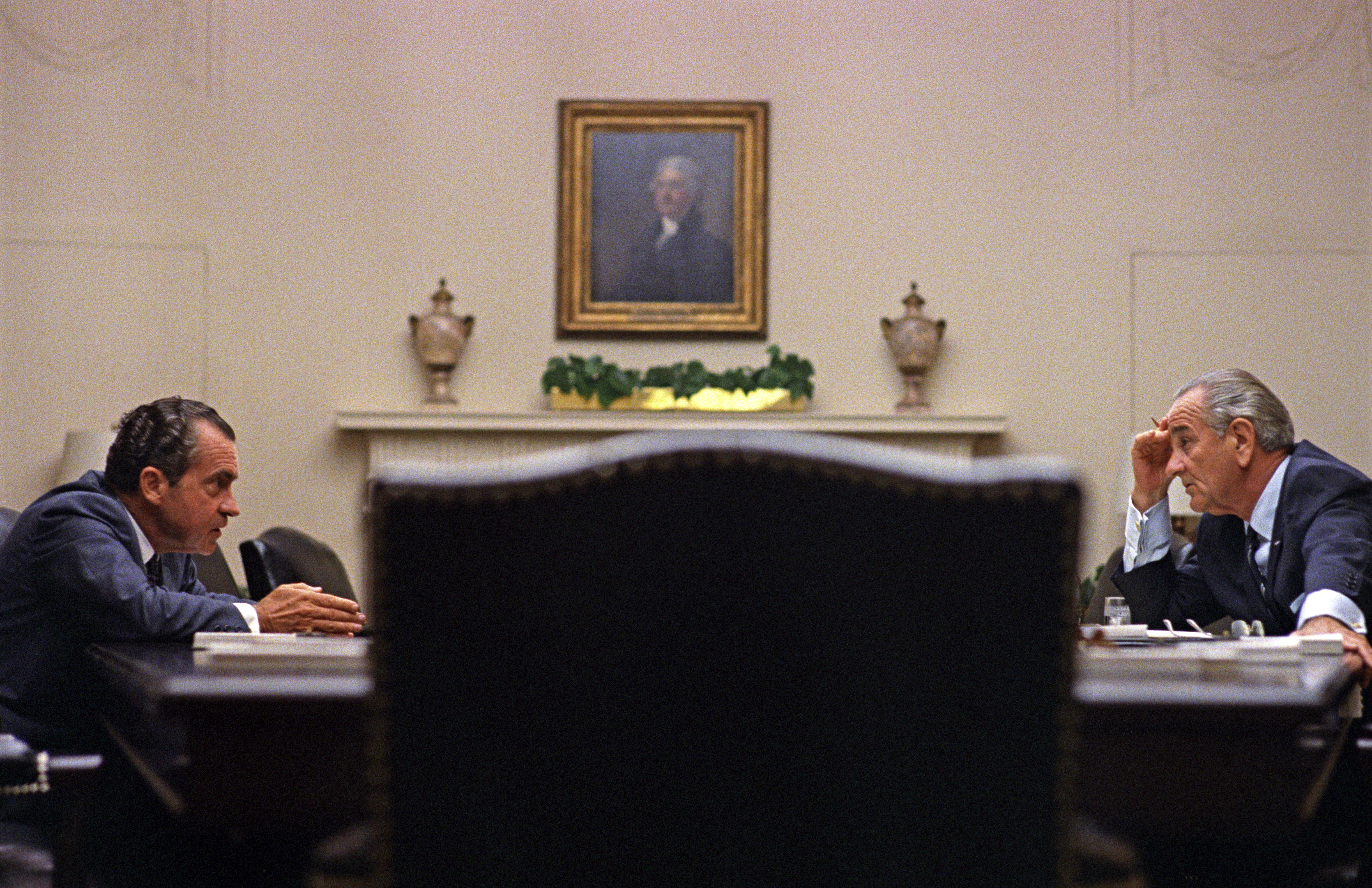
Nixon și Johnson se întâlnesc la Casa Albă înainte de nominalizarea lui, iulie 1968.

La sfârșitul lui 1967, Nixon și-a anunțat familia că dorește să candideze din nou la președinție. Deși Pat Nixon nu se bucura mereu de viața publică (de exemplu, fusese jenată de faptul că a trebuit să dezvăluie cât de puțină avere are familia ei în discursul Checkers), ea a susținut ambițiile soțului ei. Nixon credea că, întrucât democrații sunt împărțiți în ce privește problema Războiului din Vietnam, un republican are șanse bune de victorie, deși se aștepta ca alegerile să fie la fel de strânse ca și în 1960.

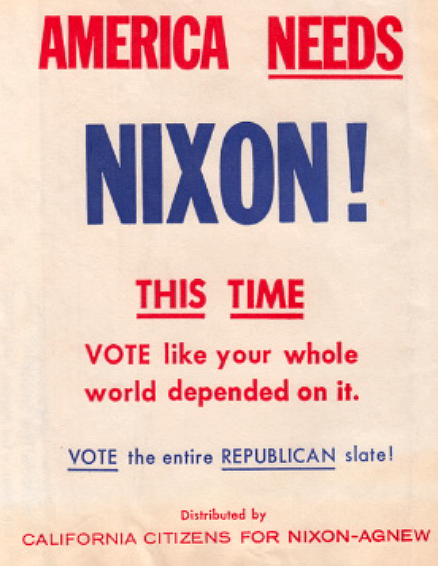
Text pe pungile de gunoi pentru automobile distribuite în cadrul campaniei lui Nixon în California, 1968

Unul dintre cele mai tumultuoase sezoane de alegeri primare din istoria SUA a început în același timp cu lansarea Ofensivei de Tet, urmată de retragerea candidaturii președintelui Johnson ca urmare a rezultatului neașteptat de slab din alegerile primare din New Hampshire; ea s-a încheiat cu asasinarea unuia dintre candidații democrați, senatorul Robert F. Kennedy, la doar câteva momente după victoria sa în alegerile primare din California. De partea republicană, principalul adversar al lui Nixon era guvernatorul statului Michigan George Romney⁠(en)[traduceți], dar și guvernatorii statelor New York (Nelson Rockefeller) și California (Ronald Reagan) sperau fiecare să fie nominalizați într-o convenție de balotaj. Nixon și-a asigurat însă nominalizarea din primul tur de scrutin. El l-a ales drept partener de candidatură pe guvernatorul statului Maryland Spiro Agnew, alegere care Nixon credea că va uni partidul, făcând apel atât la moderații din Nord cât și la sudiștii dezamăgiți de democrați.
Adversarul democrat al lui Nixon la alegerile generale a fost vicepreședintele Hubert Humphrey, care fusese nominalizat la o convenție marcată de proteste violente. De-a lungul campaniei, Nixon s-a prezentat ca o figură a stabilității într-o perioadă de neliniște și agitație națională. El a făcut apel la ceea ce ulterior a denumit „majoritatea tăcută⁠(en)[traduceți]” de americani conservatori sociali cărora le displăceau contracultura hippie⁠(en)[traduceți] și demonstranții împotriva războiului din Vietnam. Agnew a devenit un critic din ce în ce mai activ al acestor grupuri, întărind poziția lui Nixon în rândul dreptei.
Nixon a dus o campanie publicitară puternică la televiziune, întâlnindu-se cu susținătorii săi în fața camerelor. El a susținut că rata criminalității este prea ridicată și a atacat ceea ce el percepea ca o renunțare a democraților la superioritatea nucleară a Statelor Unite. Nixon a promis „pace cu onoare⁠(en)[traduceți]” în Războiul din Vietnam și a proclamat că „noua conducere va pune capăt războiului și va câștiga pacea în Pacific”. El nu a dat publicității metodele prin care spera să oprească războiul, făcând mass-media să speculeze că trebuie să aibă un „plan secret”. Sloganul său „Nixon's the One” s-a dovedit eficient.
Negociatorii lui Johnson sperau să ajungă la un armistițiu în Vietnam înainte de alegeri. Nixon a primit analize detaliate asupra tratativelor de la Henry Kissinger, pe atunci consultant al negociatorului american Averill Harriman⁠(en)[traduceți], iar echipa sa de campanie s-a aflat în legătură constantă cu Anna Chennault⁠(en)[traduceți] din Saigon. Ea l-a sfătuit pe președintele sud-vietnamez Thieu să nu meargă la tratativele ce se purtau la Paris, sugerând că Nixon i-ar putea oferi condiții mai bune dacă este ales. Johnson știa ce se întâmplă, întrucât îi pusese sub urmărire și pe Chennault și pe ambasadorul sud-vietnamez la Washington, și s-a înfuriat pentru ceea ce el considera a fi o tentativă a lui Nixon de a submina politica externă a SUA. La 31 octombrie, în lipsa unui acord, Johnson a anunțat oprirea unilaterală a bombardamentelor și începerea negocierilor de pace la Paris la 6 noiembrie, ziua de după alegeri. La 2 noiembrie, după o nouă discuție avută cu Chennault, Thieu a spus că nu se va duce la Paris. Johnson i-a telefonat lui Nixon, care a negat orice implicare; președintele nu l-a crezut. Johnson credea că nu poate face publică implicarea lui Chennault, despre care aflase prin ascultarea convorbirilor telefonice, dar i-a spus lui Humphrey, care a ales să nu se folosească de ea.
Într-o cursă în trei între Nixon, Humphrey și candidatul independent guvernatorul statului Alabama George Wallace, Nixon l-a învins pe Humphrey cu aproape 500.000 de voturi (șapte zecimi de punct procentual), cu 301 de voturi electorale la 191 pentru Humphrey și 46 pentru Wallace. În discursul de anunțare a victoriei, Nixon s-a angajat ca administrația sa să încerce să reunească națiunea divizată. Nixon a spus: „am primit un mesaj foarte elegant de la vicepreședinte, prin care mă felicită pentru câștigarea alegerilor. Și eu l-am felicitat pentru lupta dusă cu curaj și abnegație împotriva unor condiții vitrege. I-am spus și că știu exact cum se simte. Știu cum este să pierzi la limită.”

## Președinția (1969–1974)

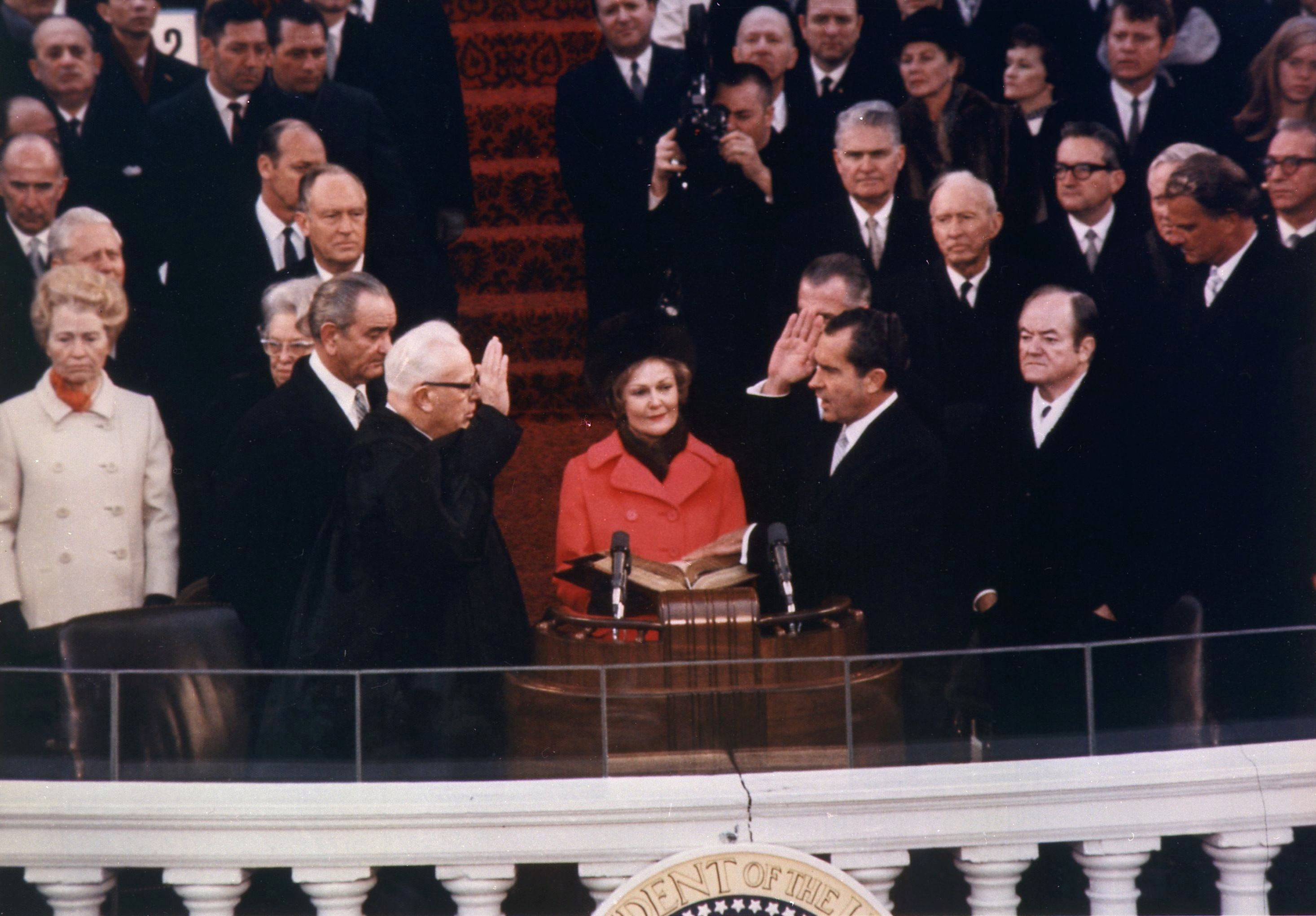
Nixon depune jurământul la 20 ianuarie 1969, împreună cu Prima Doamnă, Pat, care ține Bibliile familiei.

Nixon a depus jurământul pentru funcția de președinte la 20 ianuarie 1969, în fața fostului său rival politic, judecătorul Curții Supreme Earl Warren. Pat Nixon a ținut Biblia familiei deschisă la Isaia 2:4, unde scrie: „El va fi Judecătorul neamurilor, El va hotărî între un mare număr de popoare; așa încât din săbiile lor își vor făuri fiare de plug, și din sulițele lor cosoare; niciun popor nu va mai scoate sabia împotriva altuia și nu vor mai învăța războiul”. În discursul inaugural, care a fost lăudat aproape de toată lumea, Nixon a remarcat că „cea mai mare onoare pe care ți-o poate acorda istoria este titlul de aducător de pace”—frază ce avea să fie pusă pe piatra lui de mormânt. El a vorbit despre transformarea politicii partizane într-o nouă eră de unitate:
„În acești ani dificili, America a suferit de o febră de cuvinte; de la retorică inflamată ce promite mai mult decât poate oferi; de la retorică furioasă care desfășoară nemulțumirile în ură; de la retorică bombastică ce postulează în loc să convingă. Nu putem învăța unul de la altul până când nu încetăm a striga unii la alții, până când nu începem să vorbim destul de încet încât să ni se audă și cuvintele, nu numai vocile.”

### Politica externă

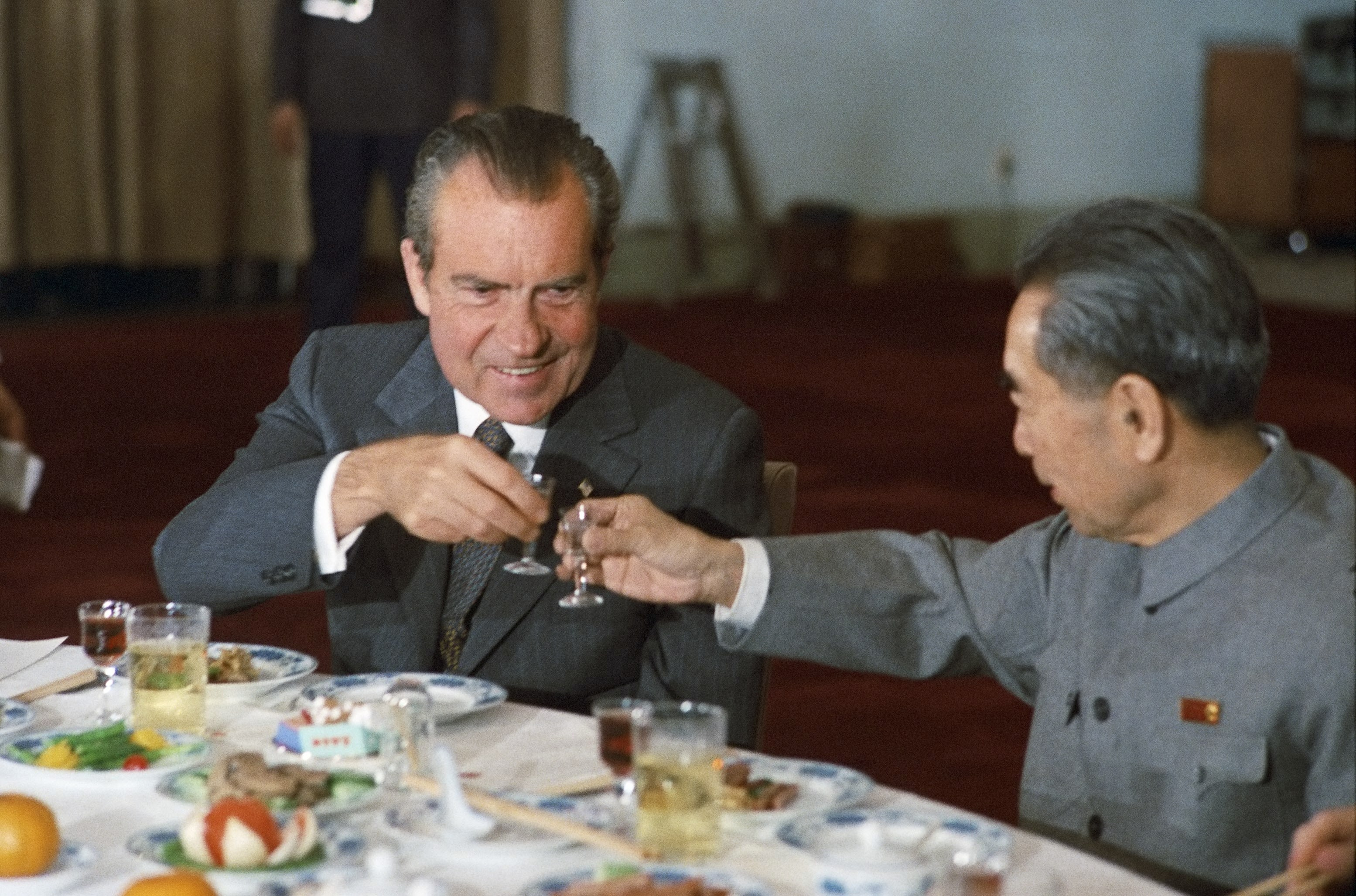
Nixon și premierul chinez Ciu Enlai în timpul vizitei din 1972 a lui Nixon în China

#### China

Președintele Nixon dă mâna cu premierul chinez Ciu Enlai la sosirea la Beijing, 1972.

Nixon a pus bazele deschiderii relațiilor cu China chiar dinainte de a deveni președinte, scriind în Foreign Affairs cu un an înainte de a accede la funcție: „Nu este loc pe această planetă mică pentru ca un miliard dintre potențial cei mai capabili oameni să trăiască într-o mânioasă izolare.” În această întreprindere, el a fost ajutat de consilierul său pe probleme de securitate națională și viitorul secretar de stat, Henry Kissinger, cu care președintele a colaborat îndeaproape, fără a se consulta cu oficialii din Cabinet. Cum relațiile dintre Uniunea Sovietică și China erau la un nadir—avuseseră loc chiar ciocniri la frontieră între cele două țări în timpul primului an de președinție a lui Nixon—Nixon a transmis chinezilor în particular că dorește relații mai apropiate. Un progres major a avut loc la începutul lui 1971, când președintele Mao a invitat o echipă de jucători american de tenis de masă să viziteze China și să joace împotriva celor mai buni jucători chinezi. Nixon a răspuns trimițându-l pe Kissinger în China la întâlniri clandestine cu oficiali chinezi. La 15 iulie 1971, s-a anunțat simultan la Beijing și de către Nixon (la televiziune și la radio) că președintele va vizita China în luna februarie a anului următor. Anunțurile au uimit lumea întreagă. Secretul în care s-au purtat discuțiile a permis liderilor ambelor țări să pregătească climatul politic în țările lor.
În februarie 1972, Nixon și soția sa au mers în China. Kissinger l-a pregătit pe Nixon în sesiuni ce au totalizat peste 40 de ore. La aterizare, președintele și Prima Doamnă au ieșit din Air Force One și l-au salutat pe premierul chinez Ciu Enlai. Nixon i-a strâns mâna lui Ciu, gest pe care secretarul de stat american din 1954 John Foster Dulles refuzase să îl facă atunci când cei doi s-au întâlnit la Geneva. Peste 100 de jurnaliști de televiziune l-au însoțit pe președinte. Din ordinul lui Nixon, televiziunea a fost puternic favorizată în raport cu publicațiile tipărite, întrucât Nixon simțea că acest mediu va imortaliza mai bine vizita decât cuvintele tipărite. I-a dat și ocazia de a-i îndepărta pe unii ziariști pe care îi disprețuia.
Nixon și Kissinger au avut timp de o oră întrevederi cu Mao și Ciu la reședința oficială a lui Mao, unde au discutat mai multe chestiuni. Mao i-a spus ulterior medicului său că a fost impresionat de Nixon, pe care l-a considerat sincer, spre deosebire de stângiști și de sovietici. El a spus că în Kissinger nu avea încredere, deși consilierul pe probleme de securitate națională a spus despre întrevedere că a fost o „întâlnire cu istoria”. S-a ținut un banchet oficial în cinstea oaspeților prezidențiali la Marea Sală a Poporului⁠(en)[traduceți]. A doua zi, Nixon s-a întâlnit cu Ciu; prin comunicatul comun de după întâlnire, Taiwanul a fost recunoscut ca parte a Chinei, iar problema reunificării a fost abordată în speranța unei soluții pașnice. În afara întrevederilor oficiale, Nixon a vizitat situri architecturale, între care Orașul Interzis, mausoleele Ming și Marele Zid. Americanii au văzut pentru prima oară modul de viață al chinezilor prin camerele ce au însoțit-o pe Pat Nixon, care a mers prin orașul Beijing vizitând comune, școli, fabrici și spitale.
Vizita a adus o nouă eră a relațiilor sino-americane. De teama posibilității unei alianțe sino-americane, Uniunea Sovietică a cedat presiunilor pentru destinderea relațiilor cu Statele Unite.

#### Războiul din Vietnam
Când Nixon a acces la funcție, circa 300 de soldați americani mureau săptămânal în Vietnam, iar războiul era extrem de nepopular în Statele Unite, unde se desfășurau proteste violente împotriva războiului. Administrația Johnson acceptase să suspende bombardamentele în scopul negocierilor fără precondiții, dar acest acord nu a intrat în vigoare pe deplin. Conform lui Walter Isaacson, la scurt timp după începutul mandatului, Nixon a ajuns la concluzia că Războiul din Vietnam nu poate fi câștigat și era hotărât să-i pună capăt cât mai repede. Black, pe de altă parte, afirmă că Nixon credea sincer că poate intimida Vietnamul de Nord prin „Teoria Nebunului⁠(en)[traduceți]”. Nixon a căutat un aranjament care să permită retragerea forțelor americane, păstrând însă Vietnamul de Sud în siguranță împotriva vreunui atac.

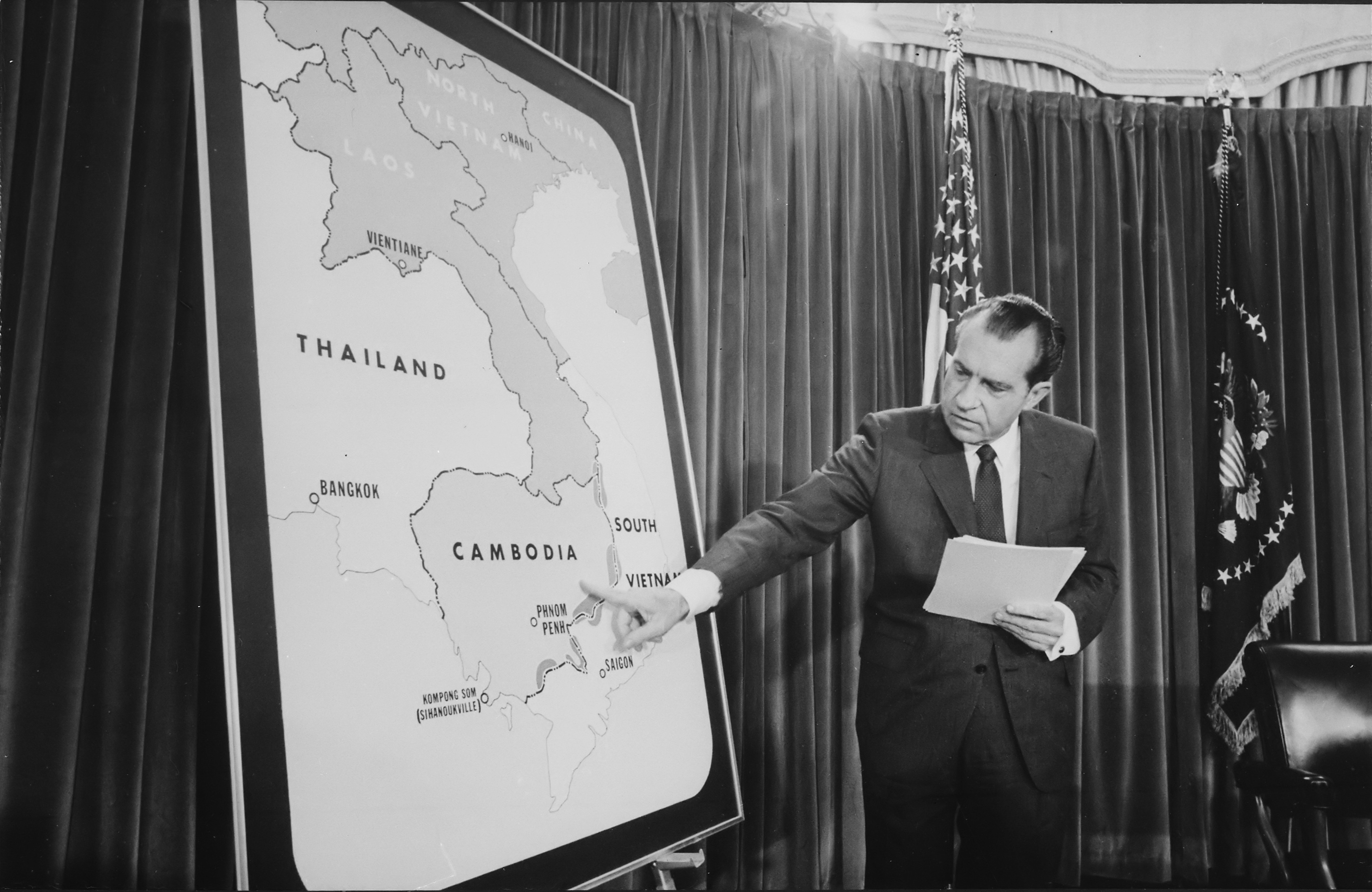
Nixon ținând un discurs în fața națiunii despre incursiunea în Cambodgia

Nixon a aprobat o campanie secretă de bombardament asupra pozițiilor nord-vietnameze și ale Khmerilor Roșii din Cambodgia în martie 1969 (cu numele de cod Operation Menu⁠(en)[traduceți]), o politică începută de Johnson. Aceste operațiuni s-au soldat cu bombardamente masive în Cambodgia; s-au aruncat mai multe bombe deasupra Cambodgiei în timpul lui Johnson și Nixon decât au aruncat Aliații în tot al Doilea Război Mondial. La jumătatea lui 1969, Nixon a început eforturile de a negocia pacea cu nord-vietnamezii, trimițând o scrisoare personală liderilor nord-vietnamezi, și au demarat convorbiri de pace la Paris. Discuțiile inițiale nu au dus însă la niciun acord. În mai 1969, el a propus public retragerea tuturor trupelor americane din Vietnamul de Sud, cu condiția ca și Vietnamul de Nord să facă același lucru, astfel încât în Vietnamul de Sud să se țină alegeri libere sub supraveghere internațională cu participarea Viet Congului.
În iulie 1969, Nixon a vizitat Vietnamul de Sud, unde s-a întâlnit cu comandanții militari americani și cu președintele Nguyễn Văn Thiệu. În contextul protestelor din țară, prin care se cerea retragerea imediată, a implementat o strategie de înlocuire a trupelor americane cu trupe vietnameze, strategie cunoscută sub denumirea de „vietnamizare”. Curând, el a instituit retrageri eșalonate ale trupelor americane dar a autorizat incursiuni în Laos, în parte pentru a întrerupe drumul Ho Chi Minh⁠(en)[traduceți], utilizat pentru aprovizionarea forțelor nord-vietnameze, drum ce trecea prin Laos și Cambodgia. Nixon a anunțat publicului american invazia terestră a Cambodgiei la 30 aprilie 1970. Răspunsul la adresa protestatarilor a inclus o întâlnire ad-hoc ținută cu ei dimineața devreme la monumentul lui Lincoln la 9 mai 1970. Documente extrase din arhivele sovietice după 1991 arată că tentativa nord-vietnamezilor de a cuceri Cambodgia în 1970 a fost lansat la cererea explicită a Khmerilor Roșii și a fost negociată de secundul lui Pol Pot, Nuon Chea⁠(en)[traduceți]. Promisiunea lui Nixon din campanie de a opri războiul era în contrast izbitor cu escaladarea bombardamentelor, ceea ce a dus la afirmații că Nixon suferea de un „handicap de credibilitate⁠(en)[traduceți]” în această chestiune.
În 1971, extrase din așa-numitele „Pentagon Papers⁠(en)[traduceți]”, transpirate de Daniel Ellsberg⁠(en)[traduceți], au fost publicate de The New York Times și de The Washington Post. Când a aflat despre scurgerea de informații, Nixon a înclinat la început să nu facă nimic; documentele, un istoric al implicării Statelor Unite în Vietnam, priveau mai ales minciunile administrațiilor anterioare și conțineau foarte puține dezvăluiri adevărate. S-a lăsat însă convins de Kissinger că acele documente sunt mai dăunătoare decât păreau, și a încercat să interzică publicarea. Curtea Supremă a decis în cele din urmă în favoarea ziarelor.
Pe măsură ce retragerile de trupe americane continuau, recrutările în serviciul militar obligatoriu au fost reduse și în 1973 au luat sfârșit; armata a devenit una doar pe bază de voluntariat. După ani de lupte, la începutul lui 1973 s-au semnat Acordurile de Pace de la Paris⁠(en)[traduceți]. Ele implementau o încetare a focului și au permis retragerea restului de trupe americane; ele nu impuneau însă retragerea celor 160.000 de soldați din trupele regulate nord-vietnameze din Vietnamul de Sud. Odată oprită susținerea americană, a existat o scurtă perioadă de armistițiu, după care luptele au reînceput, de această dată fără implicare americană. Vietnamul de Nord a cucerit în 1975 Vietnamul de Sud și a impus dictatura comunistă.

#### Politica în America Latină

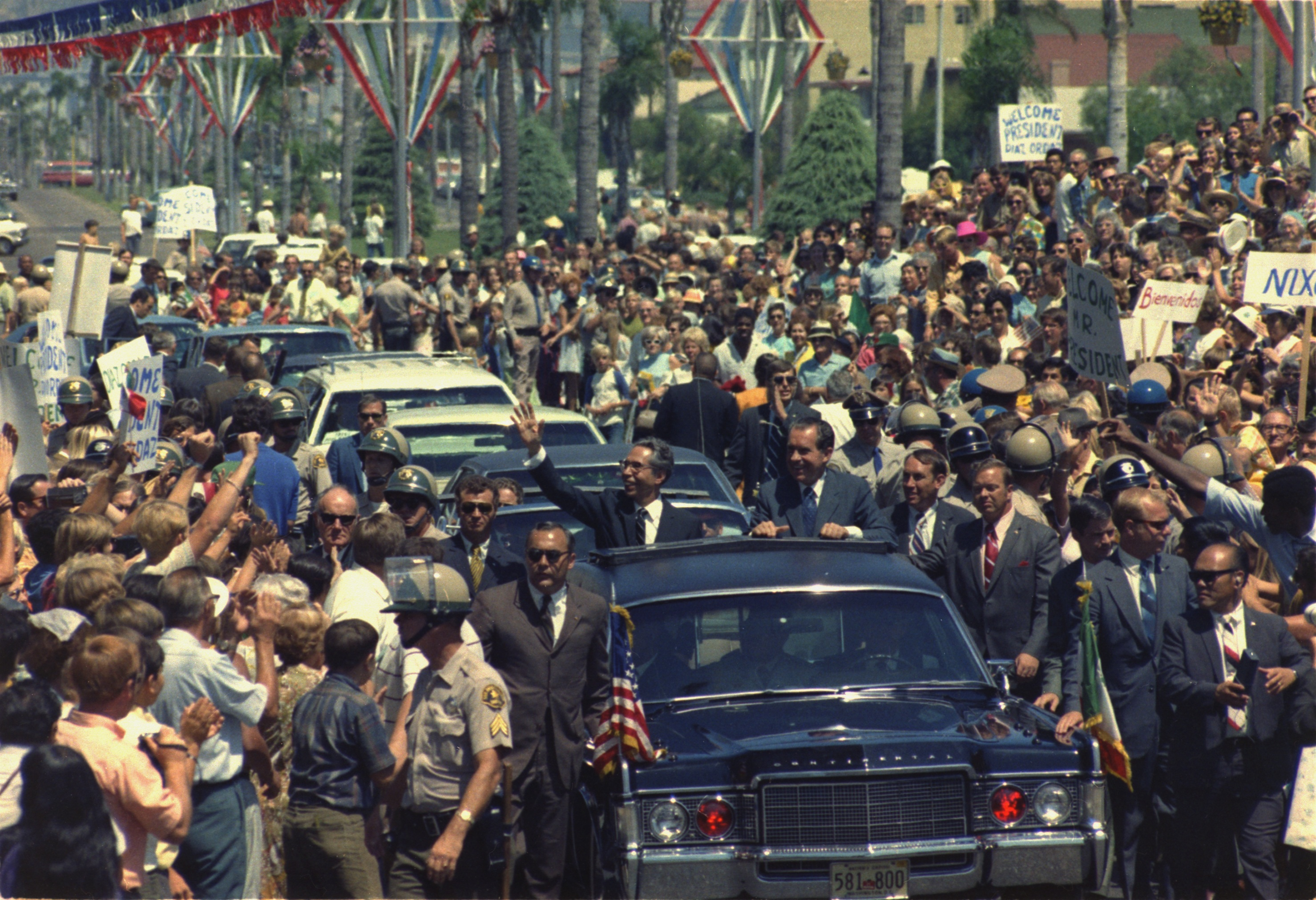
Nixon și președintele mexican Gustavo Díaz Ordaz într-o defilare oficială la San Diego, California, septembrie 1970.

Nixon fusese un ferm susținător al lui Kennedy în Invazia din Golful Porcilor din 1961 și în conteztul Crizei Rachetelor Cubaneze; la preluarea funcției, el a amplificat operațiunile secrete împotriva Cubei și împotriva președintelui său, Fidel Castro. El a întreținut relații strânse cu comunitatea cubaneză aflată în exil în SUA, prin intermediul prietenului său, Bebe Rebozo⁠(en)[traduceți], care adesea i-a sugerat moduri de a-l irita pe Castro. Aceste activități îi priveau pe sovietici și pe cubanezi, care se temeau că Nixon ar putea ataca Cuba și încălca înțelegerea între Kennedy și Hrușciov prin care se pusese capăt crizei rachetelor. În august 1970, sovieticii i-au cerut lui Nixon să reafirme înțelegerea; în ciuda liniei dure adoptate împotriva lui Castro, Nixon a acceptat. Toate acestea nu se terminaseră când sovieticii au început să-și extindă baza din portul cubanez Cienfuegos în octombrie 1970. A urmat o confruntare minoră, încheiată cu o înțelegere ca sovieticii să nu utilizeze Cienfuegos pentru submarine cu rachete balistice. Runda finală de note diplomatice, prin care se reafirma acordul din 1962, a avut loc în noiembrie.
Alegerea candidatului marxist Salvador Allende în funcția de președinte al statului Chile în septembrie 1970 i-a determinat pe Nixon și pe Kissinger să urmeze o campanie viguroasă de rezistență secretă împotriva lui Allende,:25 gândită la început pentru a convinge congresul chilian să-l confirme pe Jorge Alessandri drept câștigător al alegerilor și apoi constând în mesaje adresate ofițerilor militari pentru a-i încuraja să organizeze o lovitură de stat. Alte forme de susținere a opoziției anticomuniste au fost organizarea de greve împotriva lui Allende și finanțarea adversarilor săi. S-a făcut și afirmația că Nixon ar fi autorizat personal 700.000 de dolari în fonduri secrete pentru tipărirea de manifeste împotriva lui Allende într-un important ziar chilian.:93 După ce Allende a început comunizarea țării, a urmat o perioadă prelungită de neliniște socială, politică și economică, încheiată prin preluarea puterii de către generalul Augusto Pinochet într-o lovitură de stat⁠(en)[traduceți] violentă la 11 septembrie 1973; printre cei morți s-a numărat și Allende.

#### Uniunea Sovietică
Nixon a căutat să submineze rolul Uniunii Sovietice în politica mondială, rol ajuns la un apogeu în perioada în care a preluat președinția și a încercat să exploateze fisurile din cadrul blocului comunist. O posibilă astfel de fisură era România, țară ce se opusese invaziei Cehoslovaciei din 1968. În anul următor, Nixon a vizitat România pe 2 august, dar în urma discuțiilor purtate cu președintele român, Nixon a constatat că de fapt „Ceaușescu este un marxist stalinist dur, iar discuțiile cu el exclud platitudinile uzuale diplomatice.“ Cu toate acestea, Ceaușescu a fost invitat să efectueze o vizită în SUA, pe care a efectuat-o în 1973. Dictatorul est-european a obținut însă de la Nixon clauza națiunii celei mai favorizate pentru țara sa, aflată la acea vreme într-un impas economic și în relații reci cu Uniunea Sovietică.
Ulterior anului 1969, contextul internațional s-a ameliorat, iar Nixon s-a folosit de aceasta pentru a trata subiectul păcii nucleare. În urma anunțului vizitei în China, administrația Nixon a efectuat negocieri și pentru o vizită în Uniunea Sovietică. Președintele și Prima Doamnă au sosit la Moscova la 22 mai 1972 și s-au întâlnit cu Leonid Brejnev, secretarul general al PCUS; cu Alexei Kosîghin, președintele consiliului de miniștri; și cu Nikolai Podgornîi⁠(en)[traduceți], șeful de stat, printre alți înalți oficiali sovietici.

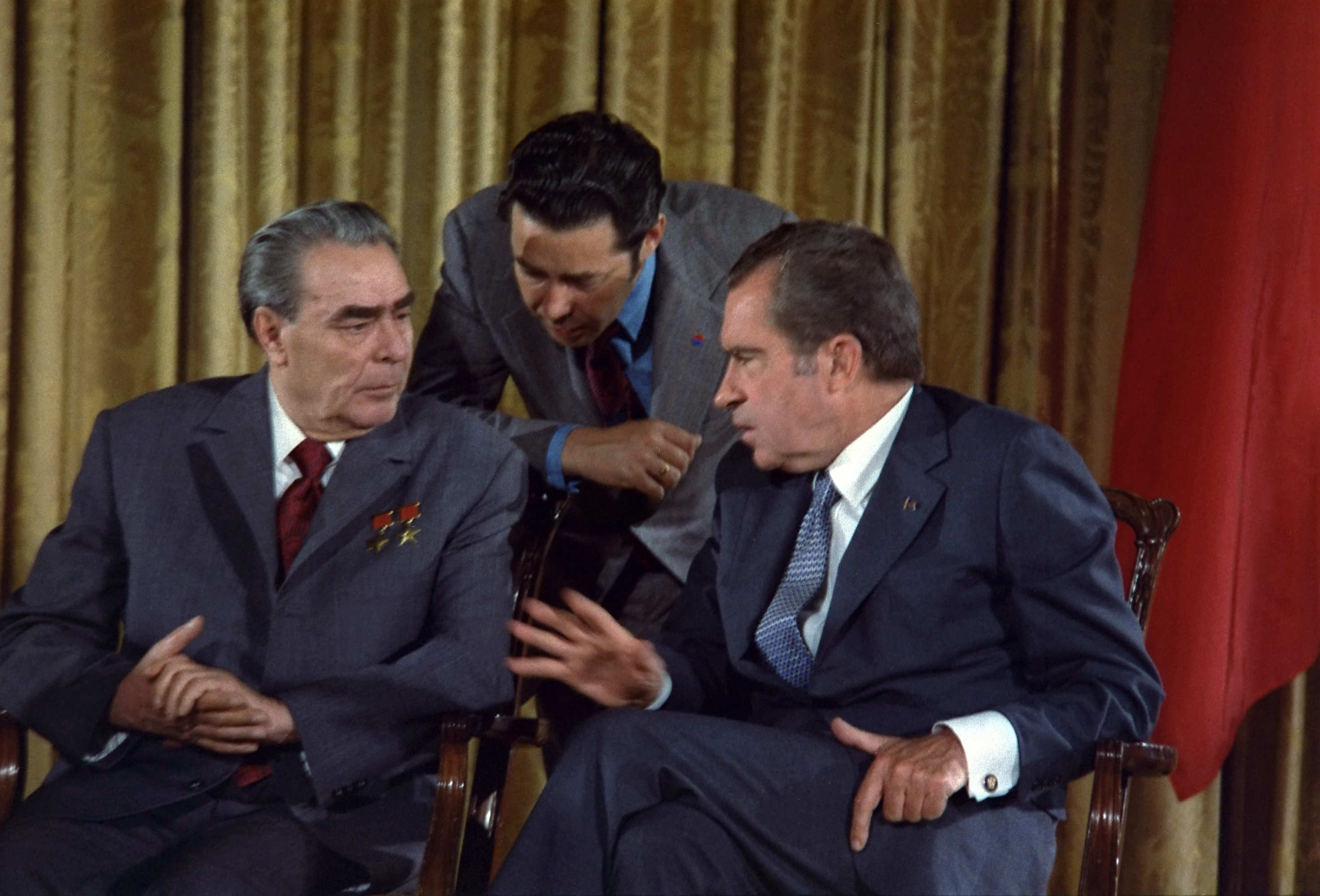
Nixon se întâlnește cu Brejnev în timpul vizitei liderului sovietic în SUA în 1973.

Nixon s-a angajat în intense negocieri cu Brejnev. Din acest summit au rezultat acorduri pentru intensificarea comerțului, precum și două tratate importante pentru controlul armamentului: SALT I, primul pact complet pentru limitarea armamentului semnat de cele două superputeri, și Tratatul Anti-Rachete Balistice⁠(en)[traduceți], prin care s-a interzis dezvoltarea sistemelor proiectate pentru interceptarea rachetelor. Nixon și Brezhnev au proclamat o nouă eră de „coexistență pașnică”. În acea seară, s-a ținut un banchet la Kremlin.
Încercând să întrețină relații mai bune cu SUA, atât China cât și Uniunea Sovietică și-au redus suportul diplomatic pentru Vietnamul de Nord și au sfătuit Hanoiul să își rezolve singur problemele. Nixon și-a descris ulterior strategia:
„Multă vreme crezusem că un element indispensabil al oricărei inițiative de pace pentru Vietnam era, pe cât posibil, obținerea ajutorului sovieticilor și chinezilor. Deși o apropiere de China și o destindere a relației cu Uniunea Sovietică erau scopuri în sine, le-am considerat a fi și posibile mijloace de a grăbi sfârșitul războiului. În cel mai rău caz, Hanoiul avea să se simtă mai puțin încrezător dacă Washingtonul tratează cu Moscova și cu Beijingul. În cel mai bun caz, dacă cele două mari puteri comuniste hotărăsc că au lucruri mai importante de făcut, Hanoiul va fi forțat să negocieze un aranjament pe care să-l putem accepta.”
Cum făcuse progrese considerabile în cei doi ani anteriori în relațiile sovieto-americane, Nixon a efectuat o a doua vizită în URSS în 1974. A sosit la Moscova la 27 iunie și a avut parte de o ceremonie de bun venit, de mulțimi venite să-l întâmpine, și de un dineu oficial la Marele Palat al Kremlinului⁠(en)[traduceți] în acea seară. Nixon și Brejnev s-au întâlnit la Ialta, unde au discutat o propunere de pact de apărare reciprocă, destinderea relațiilor și MIRV-urile. Deși se gândea să propună un amplu tratat de interzicere a testelor nucleare, Nixon simțea că nu va avea timp ca președinte să-l ducă la bun sfârșit. Nu au existat progrese semnificative în aceste negocieri.

#### Politica în Orientul Mijlociu

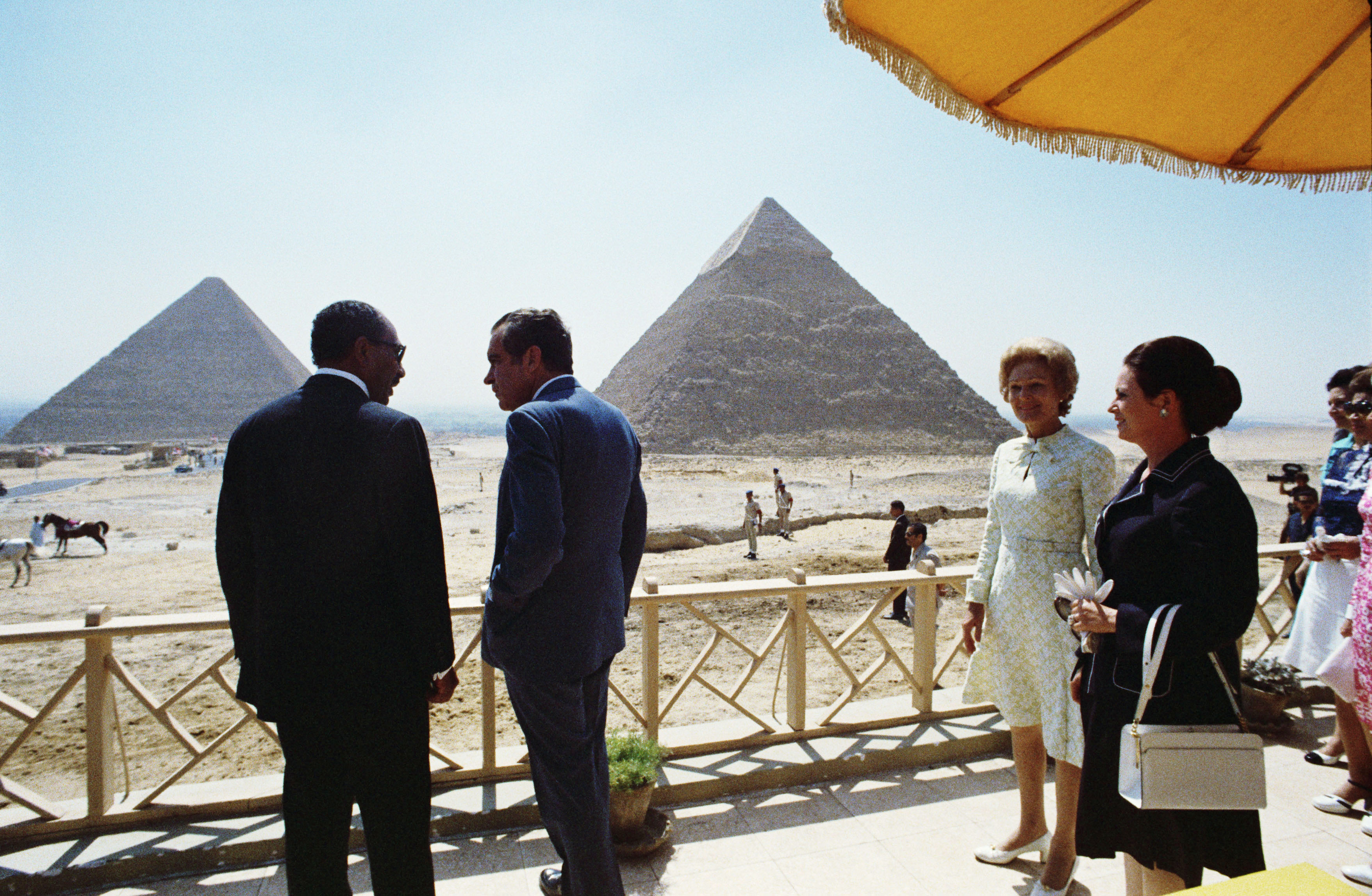
Nixon se întâlnește cu președintele Egiptului Anwar Sadat în iunie 1974.

Întrucât conform Doctrinei Nixon⁠(en)[traduceți], SUA urma să evite pe cât posibil să acorde direct asistență combatanților aliați, ajutându-i în schimb să se apere singuri, Statele Unite au crescut cu mult vânzările de armament către Orientul Mijlociu—în particular către Israel, Iran și Arabia Saudită—în timpul administrației Nixon. Administrația Nixon a susținut ferm Israelul, aliat al americanilor în Orientul Mijlociu, dar susținerea nu a fost necondiționată. Nixon credea că  Israelul trebuie să facă pace cu vecinii săi arabi și că Statele Unite trebuie să încurajeze acest proces. Președintele credea că—cu excepția perioadei Crizei Suezului—SUA nu interveniseră la conducerea Israelului atunci când ar fi trebuit, și că era cazul să utilizeze pârghiile furnizate de importantul ajutor militar american acordat Israelului pentru a determina părțile să vină la masa negocierilor. Conflictul arabo-israelian nu a fost însă un centru important al atenției președintelui Nixon în primul său mandat—în principal pentru că el considera că indiferent ce ar fi făcut, evreii americani se vor opune realegerii sale.
La 6 octombrie 1973, o coaliție arabă în frunte cu Egipt și Siria, susținută cu tone de armament și provizii de Uniunea Sovietică, a atacat Israelul în ceea ce astăzi este denumit Războiul de Yom Kippur. Israelul a suferit pierderi grele și Nixon a ordonat reaprovizionarea aeriană a Israelului, scurtcircuitând conflictele și birocrația inter-departamentale și asumându-și personal responsabilitatea pentru orice răspuns se dădea țărilor arabe. După mai mult de o săptămână, când SUA și Uniunea Sovietică începuseră să negocieze un armistițiu⁠(en)[traduceți], Israelul pătrunsese adânc în teritoriul inamic. Negocierile de armistițiu au escaladat rapid într-o criză a superputerilor; când Israelul era în avantaj, președintele egiptean Sadat a cerut o misiune de menținere a păcii desfășurată în comun de SUA și URSS, dar a fost refuzat de americani. Când premierul sovietic Brejnev a amenințat că va aplica militar unilateral orice misiune de menținere a păcii, Nixon a ridicat nivelul de alertă DEFCON la 3, punând tot personalul militar american în alertă pentru război nuclear. Era momentul în care lumea se afla cel mai aproape de războiul nuclear de la Criza Rachetelor Cubaneze. Brejnev a dat înapoi ca urmare a acțiunilor lui Nixon.
Întrucât victoria Israelului se datora în mare parte susținerii SUA, țările arabe din OPEC au răspuns refuzând să vândă țiței Statelor Unite, declanșând criza petrolului din 1973. Embargoul a produs penurii de combustibil și a dus la raționalizări în Statele Unite la sfârșitul lui 1973, și a fost încheiată în cele din urmă de către țările producătoare de petrol după ce s-a reinstaurat pacea în Orientul Mijlociu.
După război, sub președinția lui Nixon, SUA au restabilit relații diplomatice cu Egiptul pentru prima oară după 1967. Nixon s-a folosit de criza din Orientul Mijlociu pentru a restarta negocierile de pace în regiune; într-o notă confidențială, el îi scria lui Kissinger la 20 octombrie:
Cred, dincolo de orice îndoială, că acum avem în față cea mai bună oportunitate din ultimii 15 ani de a construi o pace de durată în Orientul Mijlociu. Sunt convins că istoria ne va trage la răspundere dacă lăsăm această ocazie să ne scape... Acum consider că un aranjament permanent în Orientul Mijlociu ar fi cel mai important țel căruia să i ne dedicăm.
Nixon a făcut una dintre ultimele sale vizite internaționale ca președinte în Orientul Mijlociu în iunie 1974, și a fost primul președinte american care a vizitat Israelul.

### Politica internă

Nixon la deschiderea sezonului de baseball 1969 organizată de echipa en. Lângă Nixon se află patronul echipei Senators en (cu brațele încrucișate) și comisarul de baseball de pe atunci en (cu ochelari). Consilierul en (în uniformă) stă în spatele lui Nixon.

#### Economie
Când Nixon a preluat funcția în 1969, inflația se ridica la 4,7 procente—cea mai ridicată rată de la Războiul din Coreea. Programul Great Society⁠(en)[traduceți], aplicat în timpul lui Johnson, coroborat cu costurile Războiului din Vietnam, determina mari deficite bugetare. Șomajul era scăzut, dar dobânzile la credite erau cele mai mari din ultimul secol. Scopul economic principal al lui Nixon era acela de a reduce inflația; cel mai evident mijloc de a face aceasta era de a pune capăt războiului. Aceasta însă nu se putea realiza peste noapte, iar economia americană a continuat să întâmpine dificultăți în 1970, contribuind la rezultatele modeste ale republicanilor la alegerile legislative din acel an (democrații au controlat ambele camere de-a lungul întregii președinții a lui Nixon). Economistul politic Nigel Bowles scria în studiul său din 2011 că noul președinte nu a făcut prea multe în primul an de președinție pentru a modifica politicile lui Johnson.
Nixon era mult mai interesat de politica externă decât de cea internă, dar considera că alegătorii tind să se concentreze pe propria lor situație financiară, și că situația economică se constituie într-o amenințare la adresa realegerii sale. Ca parte a vederilor sale denumite „Noul Federalism⁠(en)[traduceți]”, a propus acordarea de granturi statelor, dar aceste propuneri s-au pierdut în mare parte în procesul alcătuirii bugetului în Congres. Nixon a câștigat însă credit politic pentru simpla susținere a lor. În 1970, Congresul acordase președintelui puterea de a impune înghețarea unor salarii sau prețuri, deși majoritățile democrate știau că Nixon se opusese în toată cariera sa acestui gen de intervenții în economie și nu se așteptau ca el să facă uz de aceste prerogative. Cum problema inflației încă nu era rezolvată în august 1971, și se apropia anul alegerilor, Nixon a convocat o întâlnire la vârf a consilierilor săi economici la Camp David. Atunci, el a anunțat punerea temporară sub control a salariilor și prețurilor, permițând dolarului să fluctueze în raport cu alte monede și a pus capăt convertibilității dolarului în aur. Bowles arată că, „identificându-se cu o politică al cărui scop era înfrângerea inflației, Nixon a făcut viața grea adversarilor săi democrați ... în a-l critica. Adversarii săi nu puteau oferi nicio politică alternativă care să fie plauzibilă întrucât cea susținută de ei era gândită de ei, dar pe care președintele și-o însușise.” Politicile lui Nixon au redus inflația în 1972, dar efectele lor secundare au contribuit la reapariția inflației în al doilea său mandat și în timpul administrației Ford.
După ce a câștigat realegerea, Nixon a constatat că inflația revine. A reimpus măsuri de control al prețurilor în iunie 1973. Ele au devenit nepopulare în rândurile publicului și mediului de afaceri, care preferau sindicate puternice decât o birocrație a comisiei de prețuri. Controalele s-au soldat cu penurii de alimente, întrucât carnea a dispărut din alimentare și fermierii preferau să-și înece păsările decât să le vândă în pierdere. În ciuda eșecului în a controla inflația, măsurile de control au fost oprite încet, și la 30 aprilie 1974, autorizația dată de Congres pentru aplicarea lor a expirat și nu a mai fost înnoită.

#### Organizarea și inițiativele guvernamentale
Nixon a susținut un „Nou Federalism⁠(en)[traduceți]”, care avea să delege puterea statelor și oficialilor locali aleși, desi Congresul era ostil acestor idei și a pus în aplicare doar câteva din ele. El a eliminat Departamentul Poștelor⁠(en)[traduceți] din cadrul Cabinetului, care în 1971 a devenit compania de stat United States Postal Service.
Nixon s-a lăsat târziu convins să adere la ideile mișcării pentru conservarea mediului înconjurător⁠(en)[traduceți]. Politica de mediu nu fusese o problemă semnificativă la alegerile din 1968; candidaților rareori li se cereau părerile pe această temă. El a observat că prima Zi a Pământului din aprilie 1970 a generat un val de interes al alegătorilor pe această temă, și a încercat să profite de el în folosul său; în iunie, el a anunțat înființarea Agenției pentru Protecția Mediului⁠(en)[traduceți] (EPA). Nixon a deschis noi drumuri discutând politica ecologică pentru prima oară în cadrul Discursului despre Starea Uniunii; alte inițiative susținute de Nixon au fost Legea pentru Aer Curat din 1970⁠(en)[traduceți] și Occupational Safety and Health Administration⁠(en)[traduceți] (OSHA); Legea Politicii Ecologice Naționale⁠(en)[traduceți] impunea studii de impact ecologic pentru multe clase de proiecte federale. Nixon a respins Lega Apei Curate din 1972—obiectând nu asupra scopurilor politice ale legii, ci asupra sumei de bani alocată, pe care o considera excesivă. După ce Congresul a trecut peste vetoul său, Nixon a blocat⁠(en)[traduceți] fondurile alocate pe care le considera nejustificate.
În 1971, Nixon a propus o reformă a asigurărilor de sănătate—obligativitatea unei asigurări de sănătate contractate de un angajator, federalizarea sistemului Medicaid⁠(en)[traduceți] pentru familiile sărace cu copii minori în întreținere, și susținerea organizațiilor pentru păstrarea sănătății (HMO). O lege limitată pentru HMO-uri a fost pusă în aplicare în 1973. În 1974, Nixon a propus mai multe reforme ale sistemului sanitar—înlocuirea Medicaid cu planuri de asigurări sanitare de stat disponibile oricui, cu prețuri pe baza veniturilor și coplată⁠(en)[traduceți].
Îngrijorat de prevalența utilizării drogurilor atât în țară cât și de către soldații americani din Vietnam, Nixon a cerut un Război împotriva drogurilor⁠(en)[traduceți], angajându-se să taie sursele de aprovizionare din străinătate și să crească fondurile pentru educație și pentru facilitățile de reabilitare.
Nixon a cerut în februarie 1971 mai multe fonduri pentru cercetarea în domeniul anemiei falciforme, pentru tratarea bolii și pentru educație și a promulgat Legea pentru Controlul Național al Anemiei Falciforme⁠(en)[traduceți] la 16 mai 1972. Un autor afirmă însă că, în timp ce cerea creșterea finanțării unor programe foarte cunoscute, cum ar fi cele pentru cancer și anemie falciformă, în același timp el a încercat să reducă cheltuielile totale ale Institutelor Naționale pentru Sănătate, ca parte a unei abordări conservatoare asupra guvernării.

#### Drepturile civile
Anii Nixon au adus prima integrare rasială pe scară largă în școlile publice din Sud. Nixon a căutat o cale de mijloc între segregaționistul Wallace și democrații liberali, al căror suport pentru integrare îi înstrăina pe unii albi din Sud. În speranța de a obține rezultate bune în Sud în 1972, el a încercat să scape de segregare ca subiect de dispută politică înaintea alegerilor. La scurt timp după învestitură, l-a numit pe vicepreședintele Agnew în fruntea unui grup de lucru, care a colaborat cu liderii locali—atât albi cât și negri—pentru a determina cum să integreze școlile locale. Agnew nu era prea interesat de această activitate, mare parte din eforturi fiind opera secretarului pentru muncă George Shultz. Erau disponibile fonduri federale de ajutorare, și o întâlnire cu președintele Nixon era o posibilă răsplată pentru comitetele care se conformau. Până în septembrie 1970, mai puțin de 10% din copiii negri mai învățau în școli segregate. Până în 1971, însă, tensiunile cauzate de desegregare au ieșit la suprafață în orașele din Nord, unde au apărut proteste față de transportul la distanță al copiilor la școli din afara cartierelor lor doar pentru obținerea unui echilibru rasial. Nixon se opunea personal transportului cu autobuzul pe mari distanțe, dar a acceptat să pună în aplicare hotărârile judecătorești care îl impuneau.
Pe lângă desegregarea școlilor publice, Nixon a implementat în 1970 Planul Philadelphia⁠(en)[traduceți]—primul program de acțiune afirmativă. El a susținut și Amendamentul pentru Drepturi Egale⁠(en)[traduceți] după ce a fost adoptat în 1972 de ambele camere ale Congresului și a trecut la etapa de ratificare de către state. Nixon susținuse amendamentul în campania sa din 1968, deși mișcările feministe l-au criticat pentru că a făcut prea puține pentru a-l promova pe el sau pe cauza lui după ce a fost ales. Cu toate acestea, el a numit mai multe femei în funcții de administrare decât numise Lyndon Johnson.

### Politica spațială

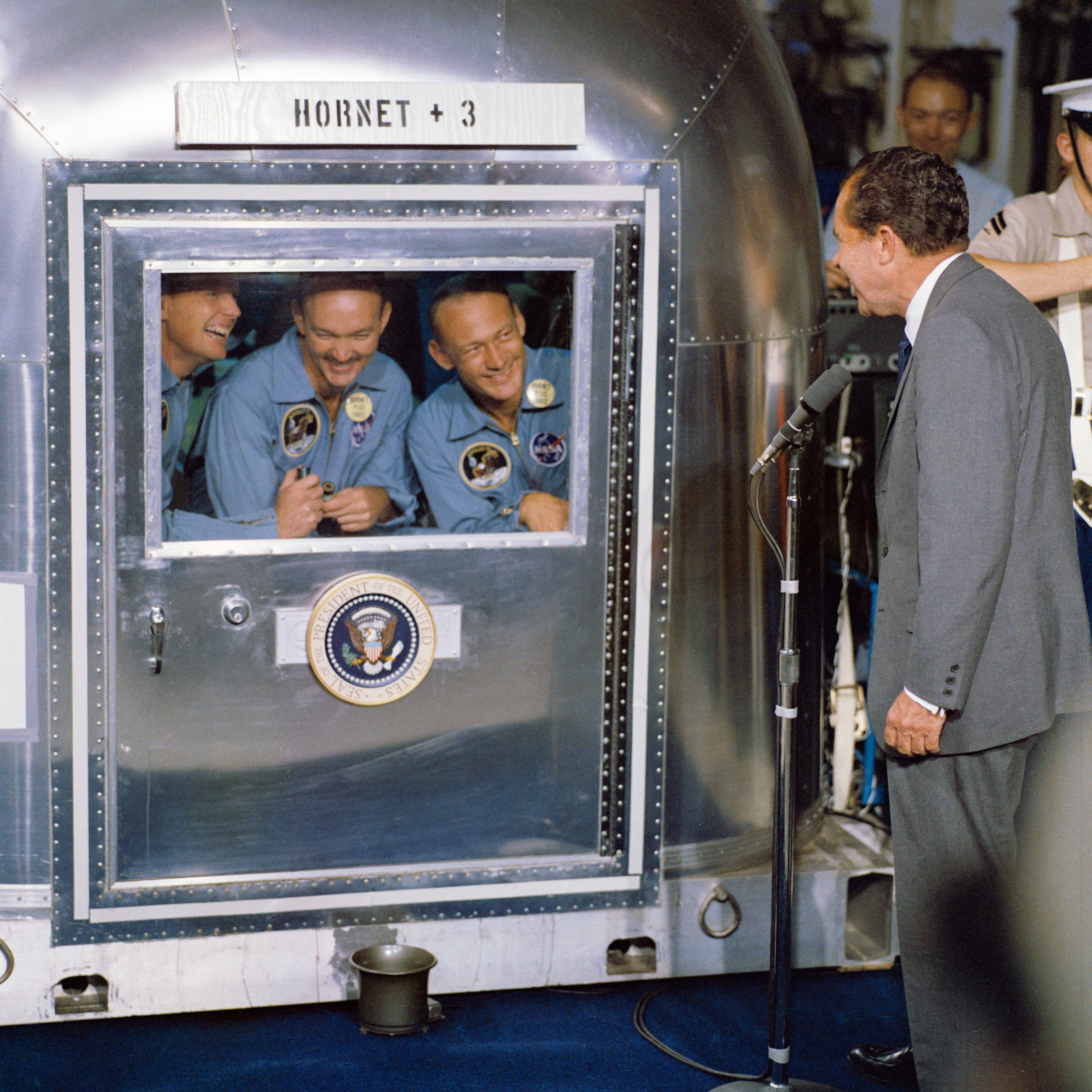
Nixon în vizită la astronauții misiunii Apollo 11 aflați în carantină la bordul navei USS Hornet.

După un efort național de un deceniu, Statele Unite au câștigat cursa către aselenizare la 20 iulie 1969, cu misiunea Apollo 11. Nixon a vorbit cu Neil Armstrong și cu Buzz Aldrin în timpul ieșirii lor pe Lună. A spus despre acea conversație că a fost „cel mai istoric apel telefonic efectuat vreodată de la Casa Albă”. Nixon nu era însă dispus să mențină finanțarea National Aeronautics and Space Administration (NASA) la nivelurile înalte din anii 1960 când NASA se pregătea să trimită oameni pe Lună. Administratorul NASA Thomas O. Paine⁠(en)[traduceți] alcătuise planuri ambițioase pentru stabilirea unei baze permanente pe Lună până la sfârșitul anilor 1970 și pentru lansarea unei misiuni umane pe Marte până în 1981. Nixon a respins însă ambele propuneri.
Nixon a anulat în 1969 și programul Manned Orbital Laboratory⁠(en)[traduceți] al Forțelor Aeriene, deoarece sateliții-spion⁠(en)[traduceți] se dovediseră a fi o metodă mai economică de a obține același obiectiv informativ.
La 24 mai 1972, Nixon a aprobat un program de cooperare pe cinci ani între NASA și programul spațial sovietic, care a culminat cu o misiune comună a unor nave Apollo (americană) și Soiuz (sovietică)⁠(en)[traduceți] care s-au conectat în spațiu.

### Realegerea, scandalul Watergate și demisia

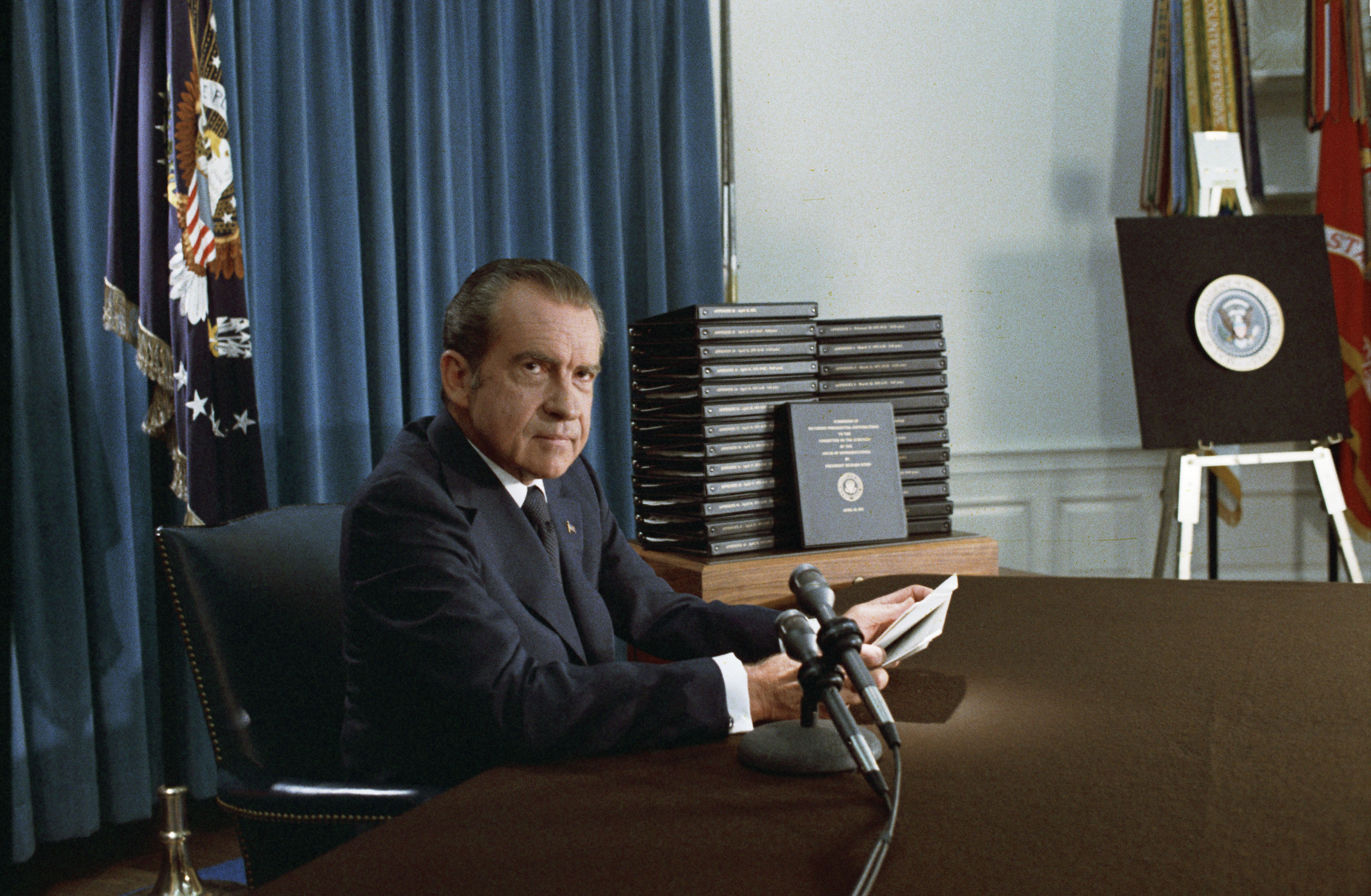
Nixon anunță publicarea stenogramelor după înregistrările Watergate la 29 aprilie 1974.

#### Campania prezidențială din 1972
Nixon credea că creșterea puterii sale atinsese apogeul într-un moment de realiniere politică⁠(en)[traduceți]. „Solid South-ul⁠(en)[traduceți]” democrat fusese de multă vreme o sursă de frustrare a ambițiilor republicanilor. Goldwater câștigase câteva state din Sud opunându-se Legii Drepturilor Civile din 1964 dar îi înstrăinase pe sudiștii mai moderați. Eforturile lui Nixon de a obține susținerea Sudului în 1968 au fost diluate de candidatura lui Wallace. În primul său mandat, el a urmat o strategie a Sudului⁠(en)[traduceți], încercând să adapteze unele politici, cum ar fi planurile de desegregare, în așa fel încât să fie acceptabile de către albii din Sud, încurajându-i să se realinieze republicanilor în perioada de după Perioada Drepturilor Civile⁠(en)[traduceți]. El a nominalizat doi conservatori din Sud, pe Clement Haynsworth⁠(en)[traduceți] și pe G. Harrold Carswell⁠(en)[traduceți] la Curtea Supremă, dar niciunul nu a fost confirmat de Senat.

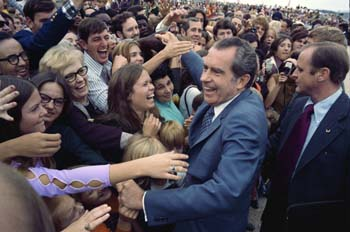
Nixon se întâlnește cu publicul în timpul campaniei prezidențiale din 1972.

Nixon a participat la alegerile primare din New Hampshire la 5 ianuarie 1972, anunțându-și astfel candidatura pentru realegere. Asigurat practic de nominalizarea republicană, președintele se aștepta la început ca adversarul său democrat să fie senatorul de Massachusetts Ted Kennedy (fratele răposatului președinte), dar el a fost eliminat din cursă după incidentul Chappaquiddick⁠(en)[traduceți] din 1969. În schimb, favorit a devenit senatorul de Maine Edmund Muskie, cu senatorul de Dakota de Sud George McGovern aproape de el pe locul doi.
La 10 iunie, McGovern a câștigat alegerile primare din California și și-a asigurat candidatura din partea democraților. 2 luni mai tarziu, Nixon a fost renominalizat la Convenția Republicană. El a criticat platforma democrată ca fiind ezitantă și divizantă. McGovern intenționa să reducă drastic cheltuielile în domeniul apărării și susținea amnistierea evazioniștilor recrutării, precum și dreptul la avort. Cum unii din susținătorii lui erau suspectați de a favoriza legalizarea drogurilor, McGovern a fost perceput ca fiind pentru „amnistie, avort și acid”. McGovern a avut de suferit și din cauza susținerii ezitante acordate primului său candidat viceprezidențial, senatorul de Missouri Thomas Eagleton⁠(en)[traduceți], eliminat de la candidatură după ce a ieșit la iveală că se tratase pentru depresie. Nixon era dat câștigător de majoritatea sondajelor de-a lungul întregului ciclu electoral, și a fost reales la 7 noiembrie 1972 în una dintre cele mai lejere victorii electorale din istoria americană. El l-a învins pe McGovern cu peste 60 de procente din votul popular, pierzând doar în Massachusetts și în Districtul Columbia.

#### Watergate

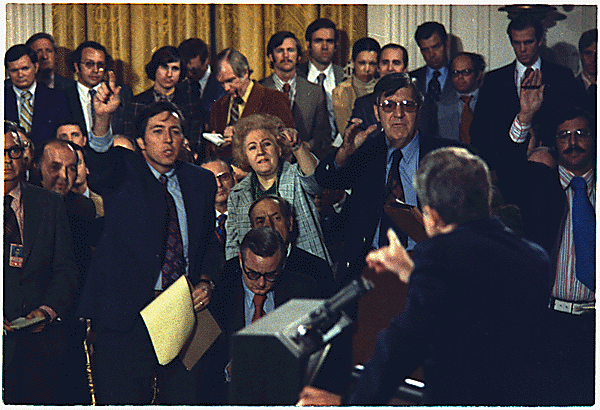
Nixon răspunde la întrebări la o conferință de presă, 26 octombrie 1973.

Termenul Watergate a ajuns să cuprindă o serie de activități clandestine și adesea ilegale efectuate de unii membri ai administrației Nixon. Între aceste activități s-au numărat unele „dirty tricks⁠(en)[traduceți]”, și plasarea de microfoane în birourile adversarilor politici, precum și hărțuirea grupurilor de activiști și a figurilor politice. Activitățile au ieșit la lumină după ce cinci persoane au fost prinse intrând prin efracție în sediul Partidului Democrat din complexul Watergate din Washington, D.C. la 17 iunie 1972. The Washington Post a preluat povestea; reporterii Carl Bernstein⁠(en)[traduceți] și Bob Woodward⁠(en)[traduceți] s-au bazat pe un informator denumit „Deep Throat⁠(en)[traduceți]"—care ulterior s-a dovedit a fi Mark Felt⁠(en)[traduceți], director asociat la FBI—care i-a pus în legătură cu oamenii administrației Nixon. Nixon a desconsiderat scandalul ca fiind o simplă mașinațiune politică, acuzând articolele de presă ce-l relatau că sunt polarizate și mincinoase. Un șir de dezvăluiri a clarificat însă că Comitetul pentru Realegerea Președintelui Nixon, și apoi Casa Albă, au fost implicate în tentative de sabotare a democraților. Consilieri de rang înalt cum ar fi consilierul juridic John Dean⁠(en)[traduceți] erau în situația de a fi puși sub acuzare; în total 48 de oficiali au fost condamnați pentru diverse fapte penale.
În iulie 1973, consilierul de la Casa Albă Alexander Butterfield⁠(en)[traduceți] a depus mărturie sub jurământ în fața Congresului că Nixon avea un sistem secret de înregistrare și că înregistra toate conersațiile și apelurile telefonice din Biroul Oval. S-a impus prezentarea acestor înregistrări printr-o subpoena⁠(en)[traduceți] emisă de procurorul special pentru Watergate Archibald Cox⁠(en)[traduceți]; Nixon a furnizat stenogramele conversațiilor, dar nu și benzile, invocând privilegiul executiv⁠(en)[traduceți]. Cum Casa Albă și Cox se aflau la cuțite, Nixon a obținut concedierea lui Cox în octombrie în așa-numitul „masacru de sâmbătă seara⁠(en)[traduceți]”; el a fost înlocuit cu Leon Jaworski⁠(en)[traduceți]. În noiembrie, avocații lui Nixon au dezvăluit că o bandă audio cu conversații, înregistrată la Casa Albă la 20 iunie 1972, avea un spațiu gol de 18½ minute. Rose Mary Woods⁠(en)[traduceți], secretara personală a președintelui, și-a asumat răspunderea pentru aceasta, susținând că a șters accidental secțiunea în timp ce transcria conversația, dar relatarea ei a fost luată în derâdere. Pauza, deși nu era nicio dovadă concludentă a unor presupuse fapte penale comise de președinte, a pus sub îndoială afirmația lui Nixon că nu știa nimic de conspirație.

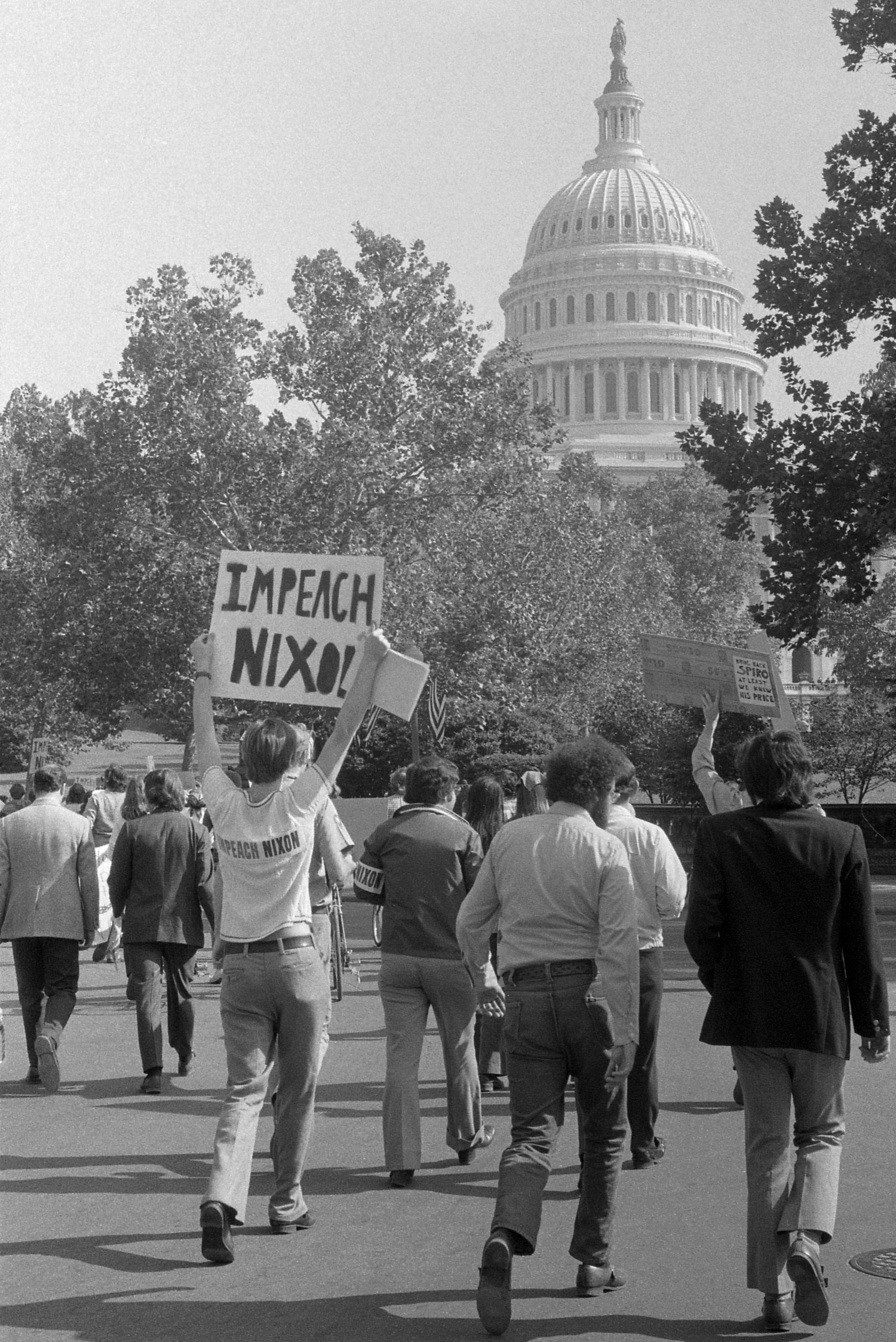
Un demonstrant cere en a lui Nixon în octombrie 1973.

Deși Nixon a pierdut multă susținere populară, chiar din cadrul propriului partid, el a respins acuzațiile de fapte penale și s-a angajat să rămână în funcție. El a insistat că făcuse greșeli, dar că nu știa nimic despre intrarea prin efracție și că nu a încălcat nicio lege și a aflat despre conspirație abia la începutul lui 1973. La 10 octombrie 1973, vicepreședintele Agnew a demisionat —din motive fără legătură cu Watergate— și a fost condamnat pentru dare de mită, evaziune fiscală și spălare de bani, fapte comise în timp ce era guvernator al statului Maryland. Nixon l-a numit pe Gerald Ford, liderul minorității din Camera Reprezentanților, în locul lui Agnew.
La 17 noiembrie 1973, într-un interviu televizat cu presa, Nixon a afirmat,
„ Oamenii trebuie să știe dacă președintele lor este sau nu este un escroc. Ei bine, nu sunt un escroc. Tot ce am, am câștigat prin muncă.”
Bătălia legală pentru benzi a continuat în primele luni ale lui 1974, și în aprilie Nixon a anunțat publicarea a 1.200 de pagini de stenograme ale conversațiilor de la Casa Albă între el și consilierii săi. Comisia Juridică a Camerei a deschis audieri în vederea punerii sub acuzare⁠(en)[traduceți] a președintelui la 9 mai 1974, audieri televizate de majoritatea posturilor importante. Aceste audieri au culminat cu voturile în favoarea punerii sub acuzare. La 24 iulie, Curtea Supremă a decis în unanimitate ca Nixon să pună la dispoziția anchetatorilor toate benzile, nu doar câteva stenograme alese.
Scandalul s-a extins, implicând o pleiadă de noi acuzații la adresa președintelui, de la abuzul în utilizarea agențiilor guvernamentale până la acceptarea de cadouri în timpul exercitării funcției; Nixon și-a afirmat repetat disponibilitatea de a plăti orice taxe se consideră că datorează, și a plătit 465.000 de dolari fiscului în 1974.
Chiar și cu susținerea redusă de seria neîntreruptă de dezvăluiri, Nixon spera că poate lupta împotriva acuzațiilor. Una dintre benzile noi, înregistrată după intrarea prin efracție, demonstra că lui Nixon i se spusese despre legătura între Casa Albă și afacerea Watergate la scurt timp după comiterea faptei, și că aprobase planuri de obstrucționare a anchetei. Într-o declarație ce a însoțit publicarea a ceea ce avea să fie denumit „banda-armă a crimei” la 5 august 1974, Nixon a acceptat să-și asume răspunderea pentru mințirea poporului în ce privește momentul în care a aflat despre implicarea Casei Albe, afirmând că a fost o simplă scăpare. S-a întâlnit în scurt timp cu liderii republicani din congres, și i s-a spus că este în fața unei iminente puneri sub acuzare de către Cameră și că beneficia cel mult de 15 voturi în favoarea sa în Senat la judecata propriu-zisă— mult mai puțin decât cele 34 de care avea nevoie pentru a evita demiterea.

#### Demisia
În lumina pierderii susținerii politice și a iminenței punerii sub acuzare, Nixon a demisionat din funcția de președinte începând cu 9 august 1974, după ce a ținut o cuvântare adresată națiunii la televiziune în seara dinainte. Discursul de demisie a fost ținut din Biroul Oval și a fost transmis în direct la radio și la televiziune. Nixon a declarat că demisionează pentru binele țării și a cerut națiunii să-l susțină pe noul președinte, Gerald Ford. Nixon a trecut în revistă realizările președinției sale, în special pe cele din domeniul politicii externe. El și-a apărat realizările din mandat, citând din discurul lui Theodore Roosevelt din 1910 cunoscut ca „Cetățenia într-o republică⁠(en)[traduceți]”:
„Uneori am reușit și alteori am eșuat, dar întotdeauna m-am inspirat din ceea ce a spus odată Theodore Roosevelt despre omul din arenă, «al cărui chip este mânjit de praf și de sudoare și de sânge, care se străduiește cu hotărâre, care greșește sau nu face destul iarăși și iarăși, pentru că nu există încercare fără greșeală și fără lipsuri, dar care totuși se străduiește pentru a duce lucrul la bun sfârșit, care cunoaște marele entuziasm și devotament, care se dedică unei cauze demne, care cunoaște la sfârșit triumful marilor realizări, sau cel puțin, dacă nu reușește, cel puțin dă greș îndrăznind lucruri mari».”
Discursul lui Nixon a primit răspunsuri favorabile la început din partea comentatorilor din presa audio-vizuală, doar Roger Mudd⁠(en)[traduceți] de la CBS afirmând că Nixon nu și-a recunoscut nicio vină. A fost numit „o capodoperă” de către Conrad Black⁠(en)[traduceți], unul din biografii lui. Black a opinat că „ceea ce se dorea a fi o umilință fără precedent pentru orice președinte american, Nixon a transformat într-o recunoaștere rafinată a unei insuficiențe a suportului legislativ. A plecat dedicându-și jumătate din cuvântare realizărilor mandatului său.”

## Anii de după președinție și moartea

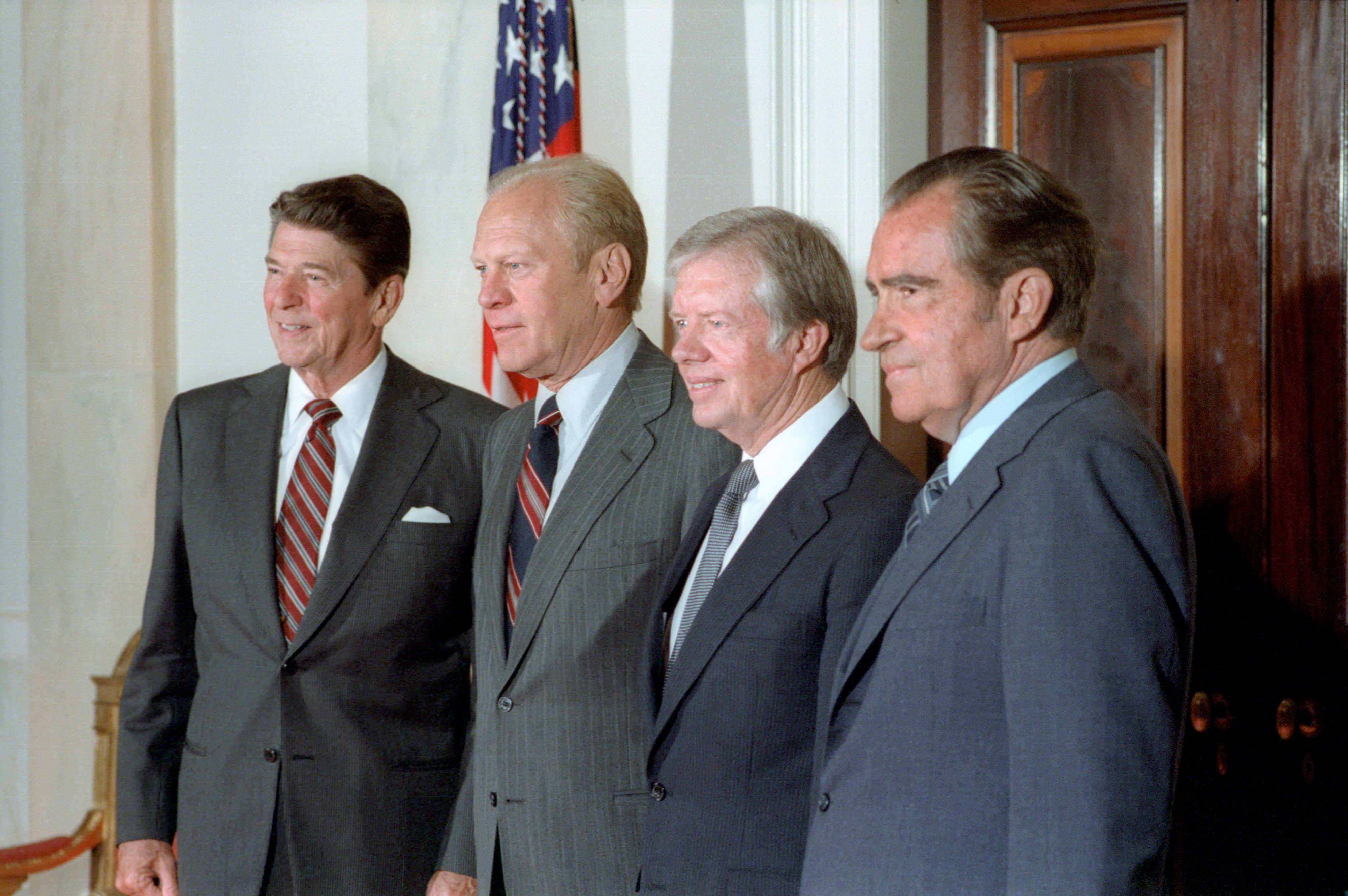
Președintele Ronald Reagan se întâlnește cu cei trei predecesori ai săi, Ford, Carter și Nixon la Casa Albă în octombrie 1981; cei trei au reprezentat Statele Unite la înmormântarea președintelui egiptean Anwar Sadat.

### Grațierea și boala

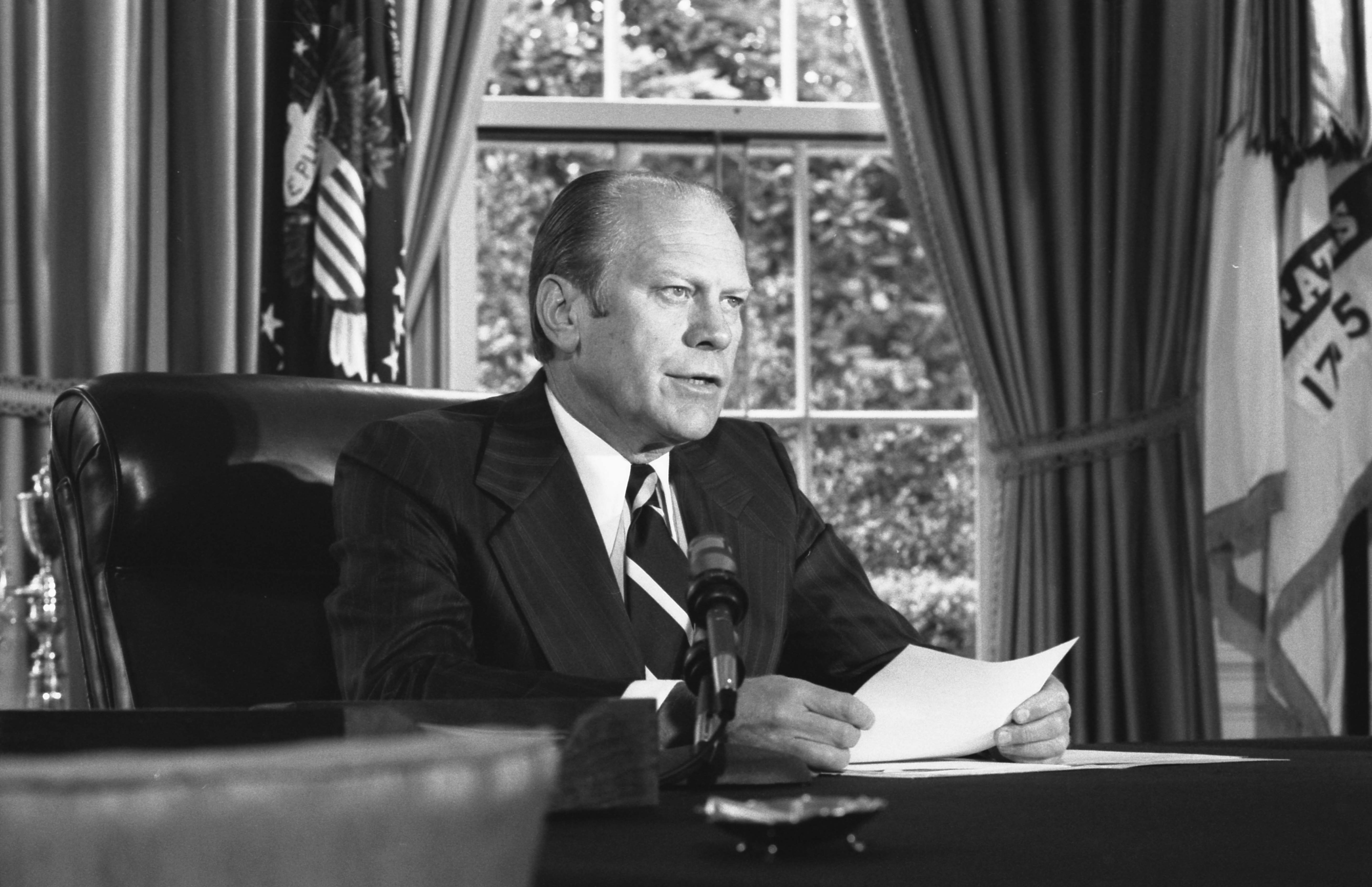
Președintele Ford anunță decizia de a-l grația pe Nixon, la 8 septembrie 1974, în Biroul Oval

După demisie, familia Nixon s-a mutat în casa lor denumită La Casa Pacifica⁠(en)[traduceți] din San Clemente, California⁠(en)[traduceți]. Conform biografului Aitken⁠(en)[traduceți], după demisie, „Nixon era un suflet chinuit”. Congresul finanțase costurile mutării lui Nixon, inclusiv câteva cheltuieli salariale, deși a redus alocația de la 850.000 la 200.000 de dolari. Cu o parte din angajați încă împreună cu el, Nixon era la birou zilnic de la 7 a.m.— dar nu prea avea ce face. Fostul său secretar de presă, Ron Ziegler⁠(en)[traduceți], stătea singur cu el zilnic ore în șir.
Demisia lui Nixon nu pusese capăt dorințelor multora de a-l vedea pedepsit. Ford a luat în calcul grațierea lui Nixon, deși ar fi fost o decizie nepopulară. Nixon, contactat de emisarii lui Ford, se ferea la început să accepte o grațiere, dar ulterior s-a resemnat. Ford a insistat însă pe o declarație de remușcări; Nixon considera că nu a comis nicio infracțiune și că nu trebuie să emită un astfel de document. Ford a acceptat în cele din urmă și la 8 septembrie 1974, i-a acordat lui Nixon „deplină, liberă și absolută grațiere”, ceea ce a pus capăt oricărei posibilități de urmărire penală. Nixon a declarat apoi:
„Am greșit prin aceea că nu am acționat mai hotărât și mai deschis în a trata problema Watergate, în special atunci când ea a ajuns în etapa procedurilor judiciare și când a crescut dintr-un scandal politic într-o tragedie națională. Cuvintele nu pot descrie regretul și durerea pentru suferința pe care greșelile mele din cazul Watergate au produs-o națiunii și președinției, o națiune pe care o iubesc atât de profund, și o instituție pe care o respect atât de mult.”
În octombroe 1974, Nixon s-a îmbolnăvit de flebită⁠(en)[traduceți]. Medicii i-au spus că dacă nu se operează poate muri, și a ales operația, iar președintele Ford l-a vizitat în spital. Nixon era citat prin subpoena pentru procesul a trei dintre foștii săi consilieri—Dean, Haldeman și John Ehrlichman⁠(en)[traduceți]—iar The Washington Post, necrezând că este bolnav, a publicat o caricatură cu Nixon având ghipsul pe „piciorul greșit”. Judecătorul John Sirica a admis să-l scutească pe Nixon de prezență în ciuda obiecților inculpaților. Congresul i-a dat lui Ford indicații să păstreze documentele prezidențiale ale lui Nixon—începând o luptă legală de trei decenii pentru documente, luptă în cele din urmă câștigată de fostul președinte. Nixon era în spital când s-au ținut alegerile legislative din 1974, iar Watergate și grațierea au contribuit la pierderea de către republicani a încă 43 de locuri în Cameră și trei în Senat.

### Întoarcerea la viața publică
În decembrie 1974, Nixon a început să-și pregătească revenirea, în ciuda nepopularității sale în toată țara. Scria în jurnalul său, referindu-se la el însuși și la Pat:
„Așa să fie. Vom merge până la capăt. Am mai avut vremuri grele și putem să le suportăm pe cele și mai grele prin care vom trece acum. Poate că pentru asta am fost noi făcuți—să putem îndura pedepse mai grele decât a avut parte oricine altcineva care a avut această funcție după ce a încheiat-o. Este un test de caracter și nu trebuie să-l picăm.”

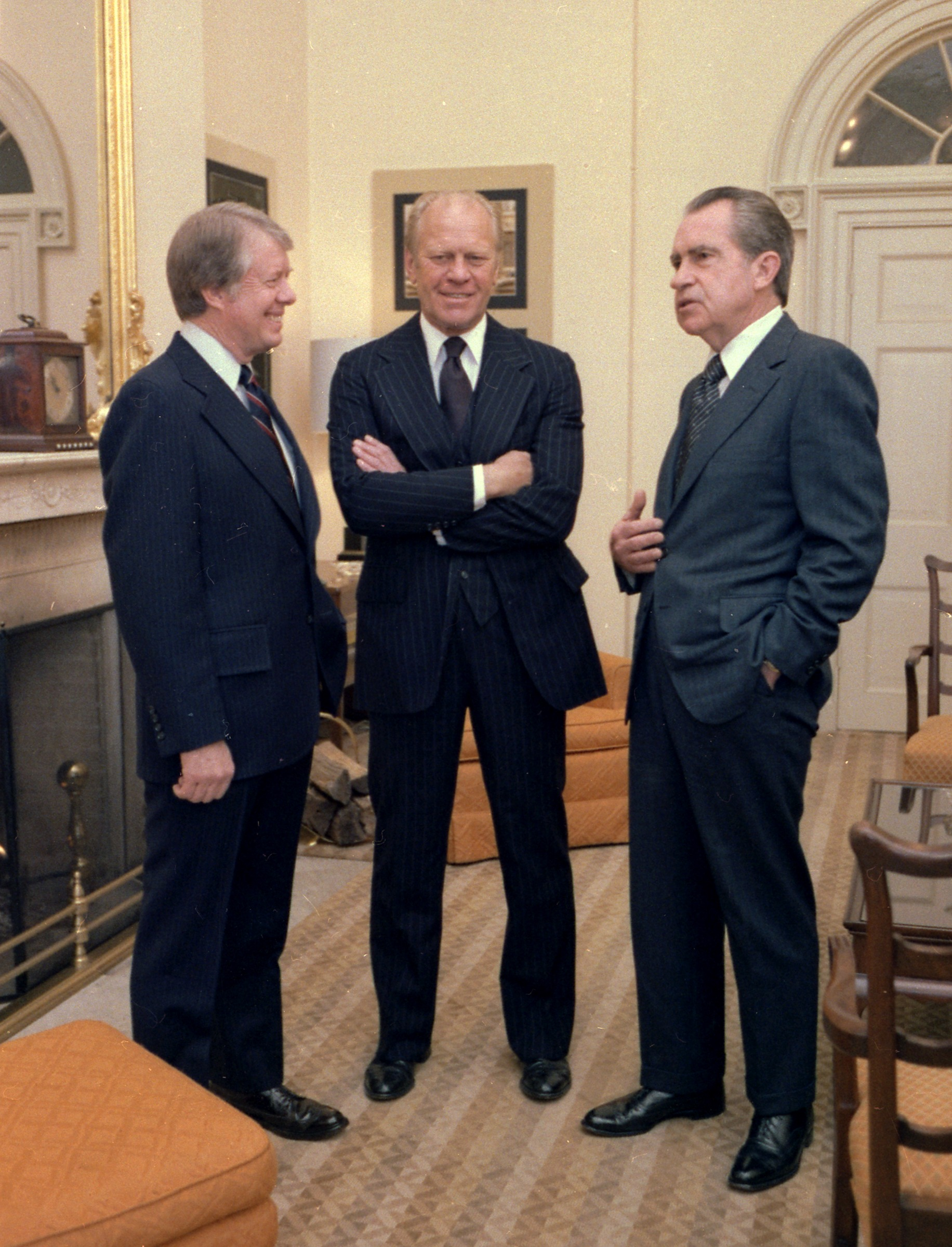
Nixon (dreapta) împreună cu Gerald Ford (centru) și președintele Jimmy Carter (stânga) la Casa Albă pentru funeraliile fostului vicepreședinte Hubert Humphrey, 1978.

La începutul lui 1975, sănătatea lui Nixon se ameliora. A păstrat un birou într-un post al Pazei de Coastă aflat la 300 de metri de casa lui, la început mergând acolo cu o mașină de golf și apoi mergând zilnic pe jos; a lucrat în principal la memoriile sale. El sperase să mai aștepte înainte de a-și scrie memoriile; faptul că bunurile sale erau consumate de cheltuieli și de onorariile avocațiilor l-a obligat să înceapă lucrul mai repede. În această activitate, a întâmpinat greutăți din cauza sfârșitului în februarie al alocației sale de tranziție, care l-a obligat să se despartă de mare parte din staff, inclusiv de Ziegler. În luna august a acelui an, s-a întâlnit cu producătorul și realizatorul britanic de talk-show-uri David Frost⁠(en)[traduceți], care i-a dat 600.000 de dolari pentru o serie de interviuri⁠(en)[traduceți], filmate și difuzate în 1977. Ele au început pe subiectul politicii externe, enumerând liderii pe care îi întâlnise, dar cea mai memorabilă secțiune au fost interviurile pe tema Watergate. Nixon a recunoscut că „a dezamăgit țara” și că „m-am dezamăgit și pe mine. Le-am dat o sabie și ei au înfipt-o în mine. Și au răsucit-o în rană. Și cred că dacă eram eu în locul lor, aș fi făcut la fel.” Interviurile au adus 45–50 milioane de telespectatori—devenind cel mai urmărit program de acest fel din istoria televiziunii.
Interviurile au ajutat la a îmbunătăți poziția financiară a lui Nixon—la un moment dat la începutul lui 1975 mai avea doar 500 de dolari în bancă—împreună cu vânzare proprietății sale de la Key Biscayne către un trust înființat de prieteni înstăriți ai lui Nixon cum ar fi Bebe Rebozo⁠(en)[traduceți]. În februarie 1976, Nixon a vizitat China la invitația personală a lui Mao. Nixon dorise să revină în China, dar a ales să aștepte vizita lui Ford din 1975. Nixon a rămas neutru în alegerile primare din 1976 disputate de Ford și Reagan. Ford a câștigat, dar a fost învins de guvernatorul statului Georgia Jimmy Carter în alegerile generale. Administrația Carter nu avea nevoie de Nixon și i-a blocat planurile de a călători în Australia, determinând guvernul primului ministru Malcolm Fraser⁠(en)[traduceți] să nu mai facă nicio invitație oficială.
În 1976, Nixon a fost exclus din baroul statului New York pentru obstrucționarea justiției în afacerea Watergate. Nixon a ales să nu se apere.
La începutul lui 1978, Nixon a mers în Regatul Unit. Acolo, a fost ignorat de diplomații americani și de majoritatea miniștrilor guvernului James Callaghan. A fost primit însă de lidera opoziției, Margaret Thatcher, ca și de foștii prim-miniștri Lord Home și Sir Harold Wilson. Alți doi foști prim-miniștri, Harold Macmillan și Edward Heath au refuzat să-l întâlnească. Nixon a vorbit la Oxford Union⁠(en)[traduceți] despre Watergate:
„Unii spun că nu a tratat problema bine, și au dreptate. Am greșit total. Mea culpa. Dar să trecem la realizările mele. Voi veți fi aici în anul 2000 și vom vedea atunci cum voi fi văzut.”

### Autor și om politic veteran

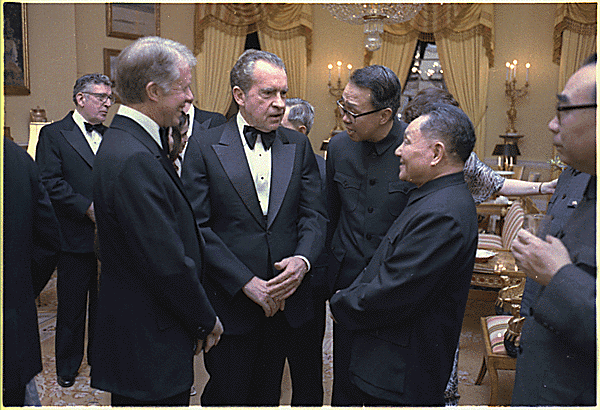
Nixon vorbește cu vicepremierul chinez Deng Xiaoping și cu președintele american Jimmy Carter la Casa Albă, 1979.

În 1978, Nixon și-a publicat memoriile sub titlul RN: The Memoirs of Richard Nixon, prima din cele zece cărți pe care le-a scris în anii de după retragere. Cartea a fost un bestseller și a atras critici în general pozitive. Nixon a călătorit la Casa Albă în 1979, la invitația lui Carter pentru dineul oficial oferit vicepremierului chinez Deng Xiaoping. Carter nu dorea să-l invite pe Nixon, dar Deng a afirmat că dacă nu va fi invitat și el, atunci îl va vizita în California. Nixon a avut o întâlnire în privat cu Deng și a vizitat Beijingul din nou pe la jumătatea lui 1979.
La 10 august 1979, familia Nixon a achiziționat o casă în New York City la adresa 817 Fifth Avenue după ce fusese respins de două cooperative⁠(en)[traduceți]. Când fostul șah al Iranului Mohammed Reza Pahlavi a murit în Egipt în iulie 1980, Nixon a sfidat Departamenul De Stat, care intenționa să nu trimită niciun reprezentant al SUA, participând la funeralii. Deși Nixon nu era un reprezentant oficial, ca fost președinte a fost considerat prezență americană la funeraliile fostului aliat. Nixon l-a susținut pe Ronald Reagan la candidatura prezidențială la alegerile din 1980, apărând la televiziune unde se prezenta, așa cum scria biograful Stephen Ambrose, „omul de stat senior neimplicat”. El a scris articole pentru multe publicații atât în timpul campaniei cât și după victoria lui Reagan. După optsprezece luni în casa din New York City, Nixon și soția sa s-au mutat în 1981 la Saddle River, New Jersey.
În tot deceniul anilor 1980, Nixon a păstrat un program ambițios de cuvântări și de scris, a călătorit, și s-a întâlnit cu mulți lideri străini, în special din țările Lumii a Treia. S-a alăturat foștilor președinți Ford și Carter ca reprezentanți ai Statelor Unite la funeraliile președintelui egiptean Anwar Sadat. Într-o vizită în Orientul Mijlociu, Nixon și-a făcut cunoscute vederile în ce privește Arabia Saudită și Libia, ceea ce a atras atenția presei americane; The Washington Post scria despre „reabilitarea” lui Nixon. Nixon a vizitat și Uniunea Sovietică în 1986 și la întoarcere a scris președintelui Reagan un lung memorandum ce conținea sugestii de politică externă și impresiile personale în ce-l privește pe Mihail Gorbaciov. După această călătorie, Nixon a fost clasat într-un sondaj Gallup ca fiind unul dintre cei mai admirați zece oameni de pe planetă.

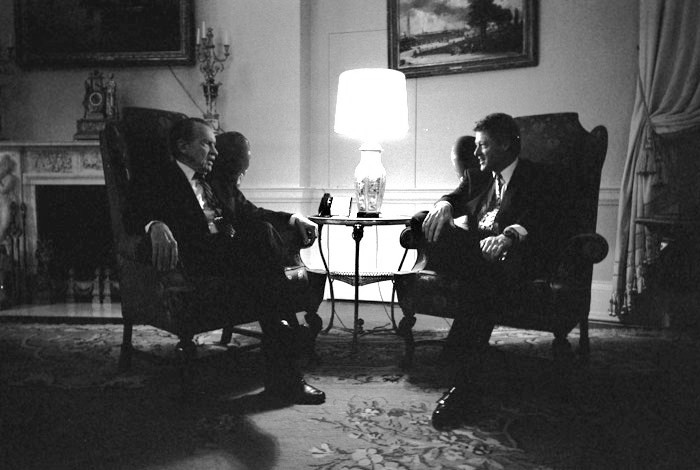
Nixon în vizită la președintele Bill Clinton în apartamentele familiale de la Casa Albă, martie 1993.

În 1986, Nixon a ținut un discurs la o convenție de editori de ziare, impresionând audiența cu un tur de orizont al lumii. La acea vreme, analista politică Elizabeth Drew scria: „chiar și când greșea, Nixon tot arăta că știe multe și că are o memorie încăpătoare, orecum și capacitatea de a vorbi cu o aparentă autoritate, suficient pentru a impresiona pe unii care nu-l priveau cu ochi prea buni înainte.” Newsweek a scris un articol despre „revenirea lui Nixon”, intitulat „He's back”.
La 19 iulie 1990, s-a deschis Biblioteca și Locul Nașterii lui Richard Nixon din Yorba Linda, California ca instituție privată, în prezența soților Nixon. Lor li s-a alăturat multă lume, inclusiv președinții Ford, Reagan și George H. W. Bush, împreună cu soțiile lor, Betty, Nancy și respectiv Barbara. În ianuarie 1991, fostul președinte a înființat Centrul Nixon (astăzi denumit Center for the National Interest⁠(en)[traduceți]), un think tank politic și centru de conferințe din Washington.
Pat Nixon a murit la 22 iunie 1993, de emfizem și cancer la plămâni. Înmormântarea ei s-a ținut la Biblioteca și Locul Nașterii Richard. Fostul președinte Nixon a fost foarte trist de-a lungul ceremoniilor și a ținut un emoționant discurs în memoria ei în clădirea bibliotecii.

### Moartea și funeraliile

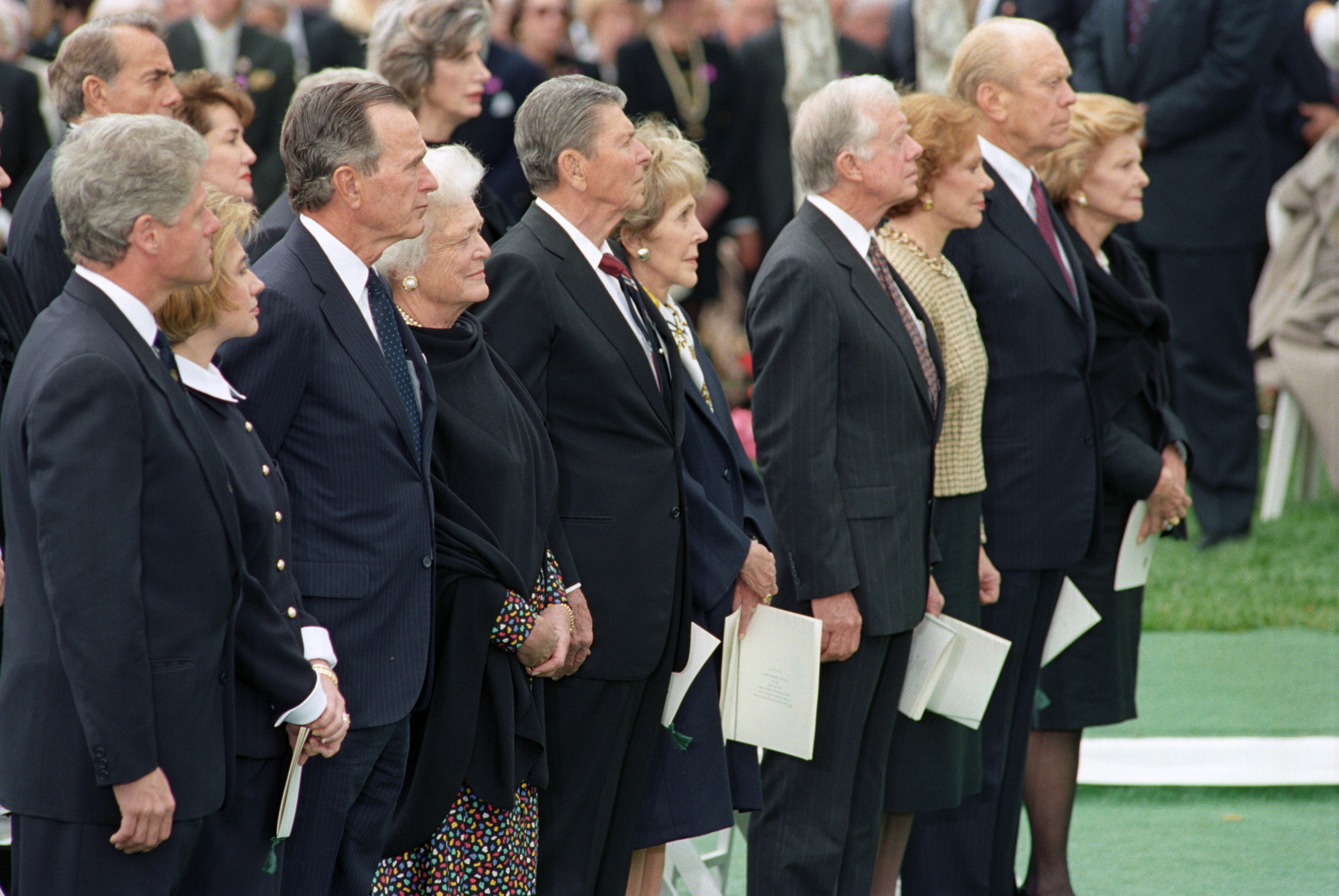
Cinci președinți ai SUA și primele doamne participă la înmormântarea lui Richard Nixon, 27 aprilie 1994.

Nixon a suferit un grav atac cerebral la 18 aprilie 1994, în timp ce se pregătea să servescă cina în casa lui din Park Ridge. Un cheag de sânge cauzat de boala sa cardiacă se formase în camerele superioare ale inimii, s-a desprins și a fost dus de sânge în creier. El a fost dus la New York Hospital–Cornell Medical Center⁠(en)[traduceți] din Manhattan, la început conștient dar incapabil să vorbească sau să-și miște brațul și piciorul drept. Creierul a suferit distrugeri care au produs inflamații (edem cerebral⁠(en)[traduceți]), și Nixon a intrat în comă profundă. A murit la orele 9:08 p.m. la 22 aprilie 1994, cu fiicele lui lângă el. Avea 81 de ani.
Înmormântarea lui Nixon a avut loc la 27 aprilie 1994. Printre cei care au vorbit la ceremonia ținută în Biblioteca Nixon s-au numărat președintele Bill Clinton, fostul secretar de stat Henry Kissinger, liderul monorității din Senat Bob Dole, guvernatorul Californiei Pete Wilson⁠(en)[traduceți], și părintele Billy Graham. Au participat și foștii președinți Ford, Carter, Reagan, George H. W. Bush, cu soțiile lor.
Richard Nixon este înmormântat lângă soția sa Pat în curtea Bibliotecii Nixon. I-au supraviețuit cele două fiice ale sale, Tricia⁠(en)[traduceți] și Julie⁠(en)[traduceți], și patru nepoți. Respectându-i-se dorințele, ceremonia funerară nu a fost doar funeralii de stat, deși sicriul său a fost depus în holul Bibliotecii Nixon începând cu 26 aprilie până în dimineața serviciului funerar. Oamenii au așteptat până la opt ore în vremea rece și umedă pentru a-și aduce ultimul omagiu. La punctul său maxim, coada celor ce așteptau să treacă pe lângă sicriul lui Nixon avea aproape 5 km lungime și circa 42.000 de oameni așteptau.
John F. Stacks de la revista Time spunea despre Nixon la scurt timp după moartea: „o energie și o hotărâre nemăsurate l-au împins să revină și să se reconstruiască după fiecare dezastru creat de el și cu care s-a confruntat. Pentru a-și redobândi un loc respectat în viața publică americană după demisie, a continuat să călătorească, să gândească și să vorbească cu liderii lumii ... și până când Bill Clinton a venit la Casa Albă [în 1993], Nixon își cimentase practic rolul de om politic veteran. Clinton, a cărui soție făcuse parte din stafful comisiei care a votat pentru punerea sub acuzare a lui Nixon, s-a întâlnit deschis cu el și i-a cerut regulat sfaturile.” Tom Wicker⁠(en)[traduceți] de la The New York Times scria că Nixon fusese egalat doar de Franklin Roosevelt, fiind nominalizat de cinci ori la o candidatură prezidențială sau viceprezidențială și, citând discursul de adio al lui Nixon din 1962, scria: „Chipul vesel, umbrit de barbă, al lui Richard Nixon, cu nasul ca o pârtie de schi și părul cu vârful văduvei, cu brațele întinse în sus în formă de V, fusese atât de adesea ilustrat și caricaturizat, prezența sa devenise atât de familiară în toată țara, fusese atât de adesea în inima controverselor, încât era greu de realizat că țara chiar «nu-l va mai avea pe Nixon să [o] mai bată la cap».” Ambrose scria despre reacțiile la moartea lui Nixon că „spre surprinderea tuturor, mai puțin a lui, el este cel mai iubit om de stat veteran al nostru.”
După moartea lui Nixon, aproape toate relatările din presă aminteau de Watergate, dar în mare parte, relatările erau favorabile fostului președinte. The Dallas Morning News⁠(en)[traduceți] scria: „istoria va arăta în cele din urmă că în ciuda defectelor sale, el a fost unul dintre cei mai vizionari șefi de executiv pe care i-am avut.” Unii s-au simțit ofensați de această evaluare; editorialistul Russell Baker⁠(en)[traduceți] se plângea de „o conspirație de grup care [dorea] să-i dea iertarea supremă”. Caricaturistul Jeff Koterba⁠(en)[traduceți] de la Omaha World-Herald⁠(en)[traduceți] a desenat personificarea Istoriei în fața unei pânze albe, cu subiectul Nixon, în timp ce America privește nerăbdătoare. Artistul cere publicului să se așeze; lucrul va dura ceva timp, deoarece „acest portret e puțin mai complicat decât altele”.

## Moștenirea
Istoricul și politologul James MacGregor Burns⁠(en)[traduceți] făcea despre Nixon observația: „cum ar putea fi evaluat un președinte atât de idiosincratic, atât de strălucit și atât de lipsit de moralitate?” Biografii lui Nixon nu au căzut de acord asupra felului în care va fi el perceput în istorie. Conform lui Ambrose, „Nixon dorea să fie judecat după ceea ce a realizat. El va rămâne însă în amintire pentru coșmarul la care a supus întreaga țară în al doilea său mandat și pentru demisia lui.” Irwin Gellman, care a scris o cronică a carierei lui Nixon în Congres, sugerează că „a fost remarcabil printre colegii din Congres, o poveste de succes într-o vreme zbuciumată, în care a manevrat atitudinea anticomunistă de bun simț împotriva exceselor lui McCarthy”. Aitken simte că „Nixon, atât ca om cât și ca politician, a fost excesiv criticat pentru defectele lui și insuficient recunoscut pentru calitățile sale. Și totuși chiar și în spiritul revizionismului istoric, nu este posibil un verdict simplu.”

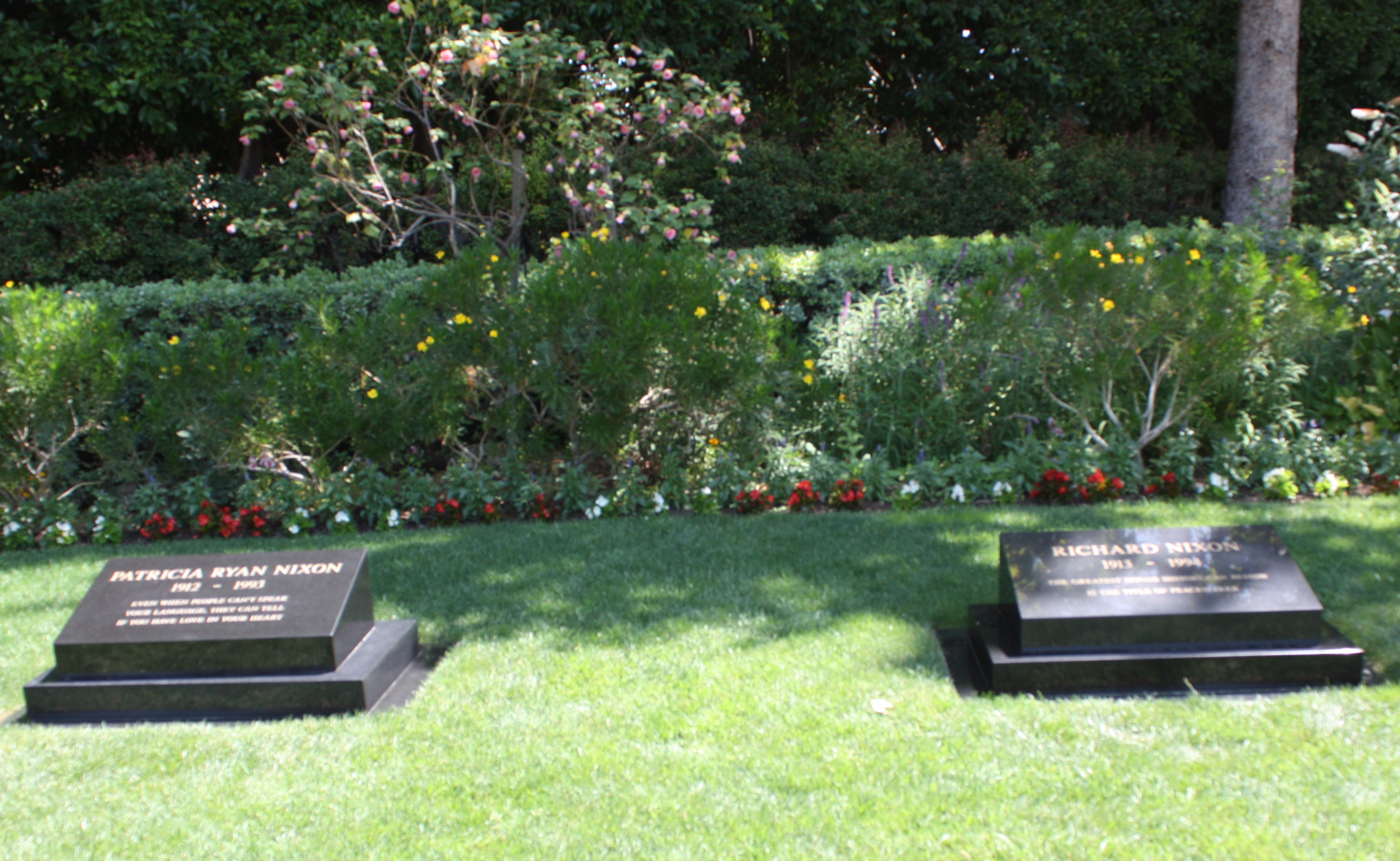
Mormintele președintelui Richard Nixon (dreapta) și al Primei Doamne Pat Nixon

Strategia Sudului abordată de Nixon este creditată de unii istorici pentru transformarea Sudului într-o fortăreață republicană, deși alții consideră că un rol mai important l-au jucat și factori economici. De-a lungul carierei sale, a fost o persoană-cheie în scoaterea partidului de sub controlul izolaționiștilor, și ca congressman a fost un susținător convingător al frânării expansiunii comunismului sovietic. Conform biografului Herbert Parmet, „rolul lui Nixon a fost acela de a conduce Partidul Republican pe o cale de mijloc, undeva între impulsurile competitive ale Rockefellerilor, ale Goldwaterilor, și ale Reaganilor."
Nixon este creditat și cu merite în politica internă, el fiind responsabil pentru adoptarea și aplicarea unor legi ecologice și de reglementare. Istoricul Paul Charles Milazzo arată, în lucrarea sa din 2011 despre Nixon și mediul înconjurător, că el a înființat EPA și că a pus în aplicare legi, cum ar fi cea a speciilor periclitate din 1973, afirmând că „deși nedorită și nerecunoscută, moștenirea ecologică a lui Richard Nixon este asigurată.”
Nixon vedea politicile sale în raport cu Vietnamul, China și cu Uniunea Sovietică drept chei ale locului său în istorie. George McGovern, adversarul lui Nixon, a comentat în 1983: „președintele Nixon avea probabil o abordare mai practică față de cele două superputeri, China și Uniunea Sovietică, decât orice alt președinte de la al Doilea Război Mondial încoace ... Cu excepția impardonabilei continuări a războiului din Vietnam, Nixon chiar va primi note bune de la istorie.” Politologul Jussi M. Hanhimäki nu este de acord, afirmând că diplomația lui Nixon a fost doar o continuare a politicii de containment existentă de la începutul Războiului Rece, politică prefera mijloacele diplomatice celor militare.
Istoricul Keith W. Olson a scris că Nixon a lăsat o moștenire negativă: neîncredere fundamentală în guvern, cu rădăcini în Vietnam și Watergate. În timpul procedurii de punere sub acuzare a lui Bill Clinton în 1998, ambele părți au încercat să folosească în avantajul lor argumente legate de Nixon și de Watergate: republicanii au sugerat că greșelile lui Clinton sunt comparabile cu cele ale lui Nixon, în timp ce democrații afirmau că acțiunile lui Nixon fuseseră mult mai grave decât ale președintelui în funcție de la acel moment. O altă moștenire a fost, pentru o vreme, scăderea puterilor președintelui, întrucât Congresul a adoptat legi restrictive în urma afacerii Watergate. Olson sugerează că transferurile de putere către George W. Bush după atacurile de la 11 septembrie au restaurat puterea prezidențială.

## Personalitatea și imaginea publică

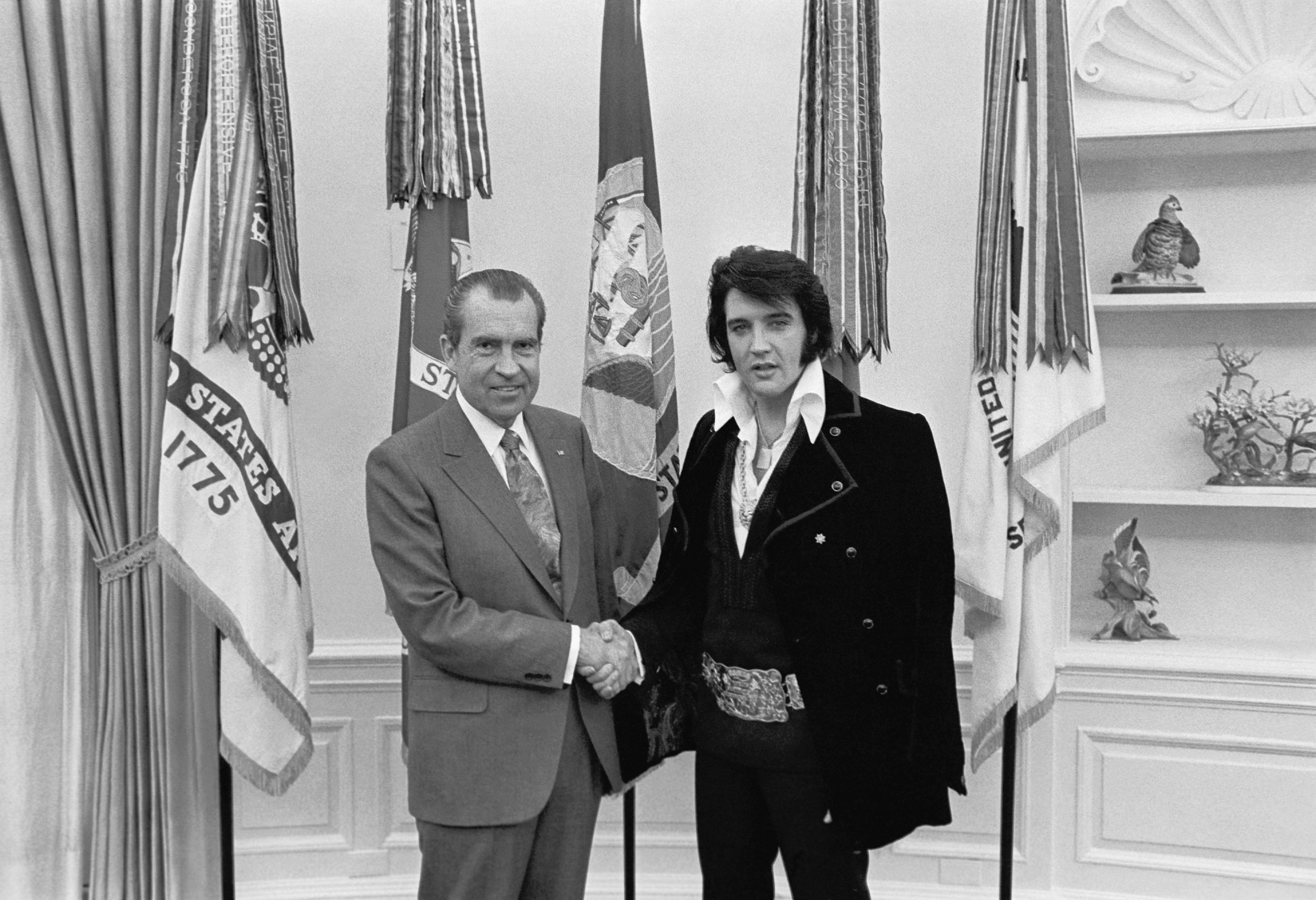
Nixon și Elvis Presley în decembrie 1970: „Președintele și Regele”

Cariera lui Nixon a fost adesea afectată de felul lui de a fi și de percepția pe care o avea publicul. Caricaturiști și comedieni adesea îi exagerau aspectul și comportamentul, până într-acolo încât nu se mai vedea distincția între om și caricatură. A fost adesea ilustrat nebărbierit, cocoșat și cu fruntea încruntată și asudată.
Nixon avea o personalitate complexă, era foarte secretos și dificil, totuși remarcabil de chibzuit. Era înclinat spre a-i ține pe toți departe și se formaliza în toate aspectele, purtând costum și cravată chiar și când era singur acasă. Biograful Conrad Black⁠(en)[traduceți] îl descrie ca fiind „hotărât”, dar și „neliniștit de sine în unele feluri”. Conform lui Black, Nixon „credea că era sortit a fi defăimat, înșelat, hărțuit, neînțeles, subapreciat și supus încercărilor lui Iov, dar că, punându-și la contribuție voința, tenacitatea și perseverența, în cele din urmă va ieși învingător”. Biografa Elizabeth Drew l-a rezumat pe Nixon ca fiind un „om inteligent și talentat, dar cel mai neobișnuit și mai bântuit dintre președinți”. În relatarea sa despre președinția lui Nixon, autorul Richard Reeves l-a descris pe Nixon ca „om ciudat de o jenantă timiditate, care lucra cel mai bine când era lăsat singur cu gândurile lui”. Reeves susține că președinția lui a fost distrusă de felul lui de a fi: „îi bănuia pe toți oamenii de răutate și scotea ce este mai rău în ei ... S-a agățat de ideea de a fi «dur». Credea că aceasta îl aduce aproape de măreție. Dar tot aceasta l-a trădat. Nu s-a putut deschide în fața altora și nu s-a putut deschide către măreție.”

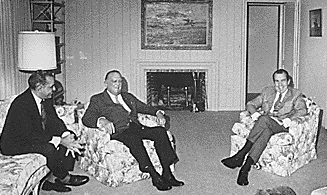
Nixon cu en (stânga) și cu directorul FBI J. Edgar Hoover. Cei trei se relaxau înainte de cină la Key Biscayne, Florida, în decembrie 1971.

În octombrie 1999, a fost publicat un volum de benzi audio înregistrate în 1971 la Casa Albă, benzi ce conțineau afirmații negative la adresa evreilor, făcute de Nixon. Într-una din conversațiile cu H. R. Haldeman⁠(en)[traduceți], Nixon spunea că Washingtonul este „plin de evrei” și că „majoritatea evreilor sunt neloiali”, el excluzând din afirmații doar pe câțiva dintre consilierii lui cei mai importanți. După aceea, el a adăugat: „dar, Bob, general vorbind, nu poți să ai încredere în nenorociții ăștia. Se întorc împotriva ta. Am sau n-am dreptate?” În alte înregistrări din 1971, Nixon neagă că ar fi antisemit, afirmând, „dacă a avut vreodată cineva în funcția mea motive să fie antisemit, atunci ăla sunt eu ... și nu sunt, înțelegi?"
Nixon considera că este nevoie să se distanțeze de ceilalți pe măsură ce înainta în cariera politică și mai ales după ce a devenit președinte. Chiar și Bebe Rebozo, considerat de unii cel mai bun prieten al său, nu-i spunea după numele de botez. Nixon spunea despre aceasta: „chiar și cu prietenii apropiați, nu cred în a-ți da drumul la păr, în a face confidența asta sau aialaltă—a spune lucruri ca «vai, n-am putut să dorm» ... Cred că cel mai bine e să îți ții problemele tale pentru tine. Așa sunt eu. Alții nu sunt așa. Unii cred că este o terapie bună să stai cu un prieten apropiat și, cum se spune, să verși totul din tine ... [și] să-ți dezvălui gândurile ascunse—ori făcute, ori crescute. Eu nu. În niciun caz.” Când i s-a spus că majoritatea americanilor nu simțeau, nici măcar la sfârșitul carierei sale, că îl cunosc, Nixon a răspuns: „Da, e adevărat. Și nici nu e nevoie să mă cunoască ei.”